# ゴシック建築

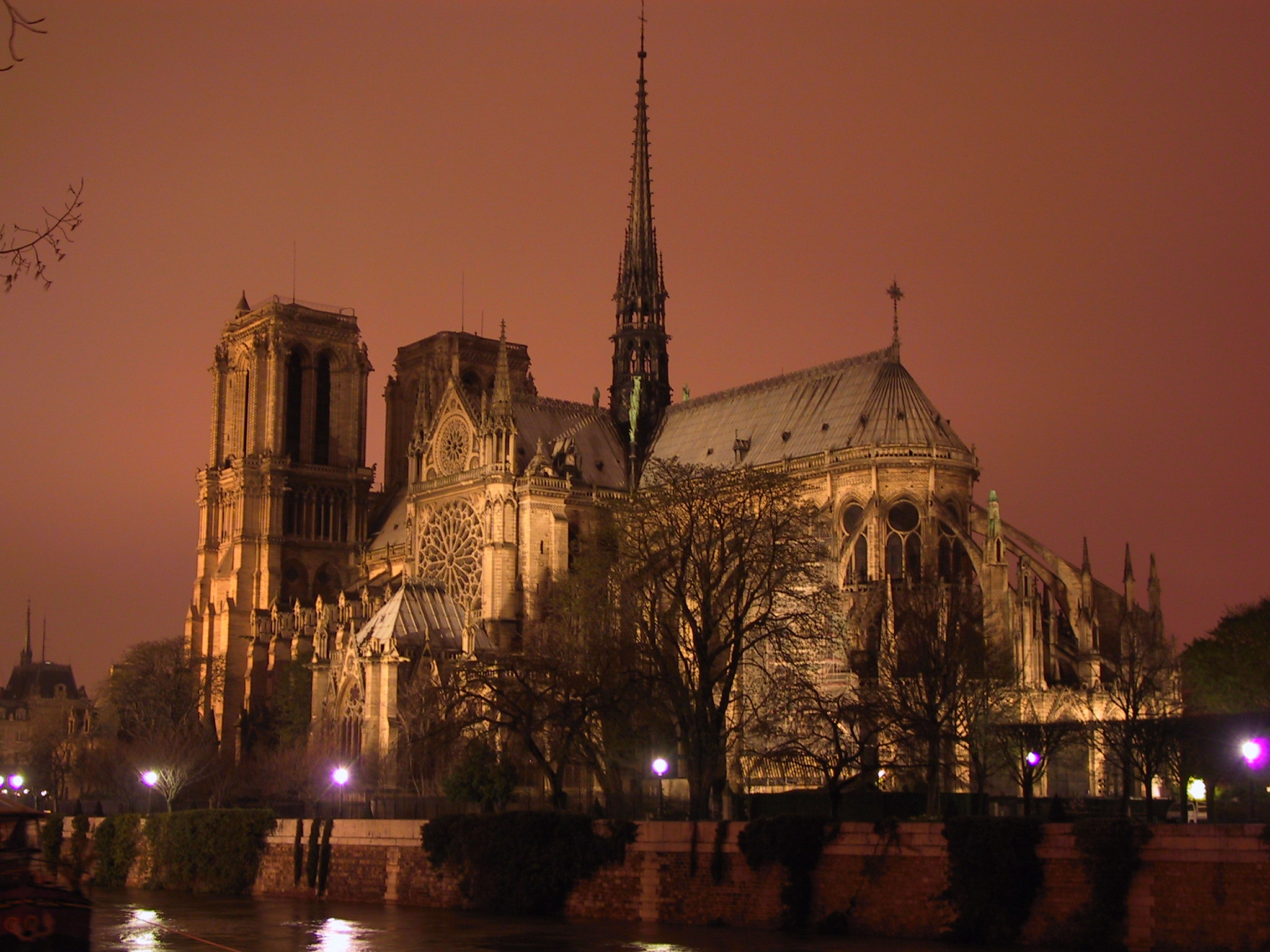
フランス・パリのノートルダム大聖堂

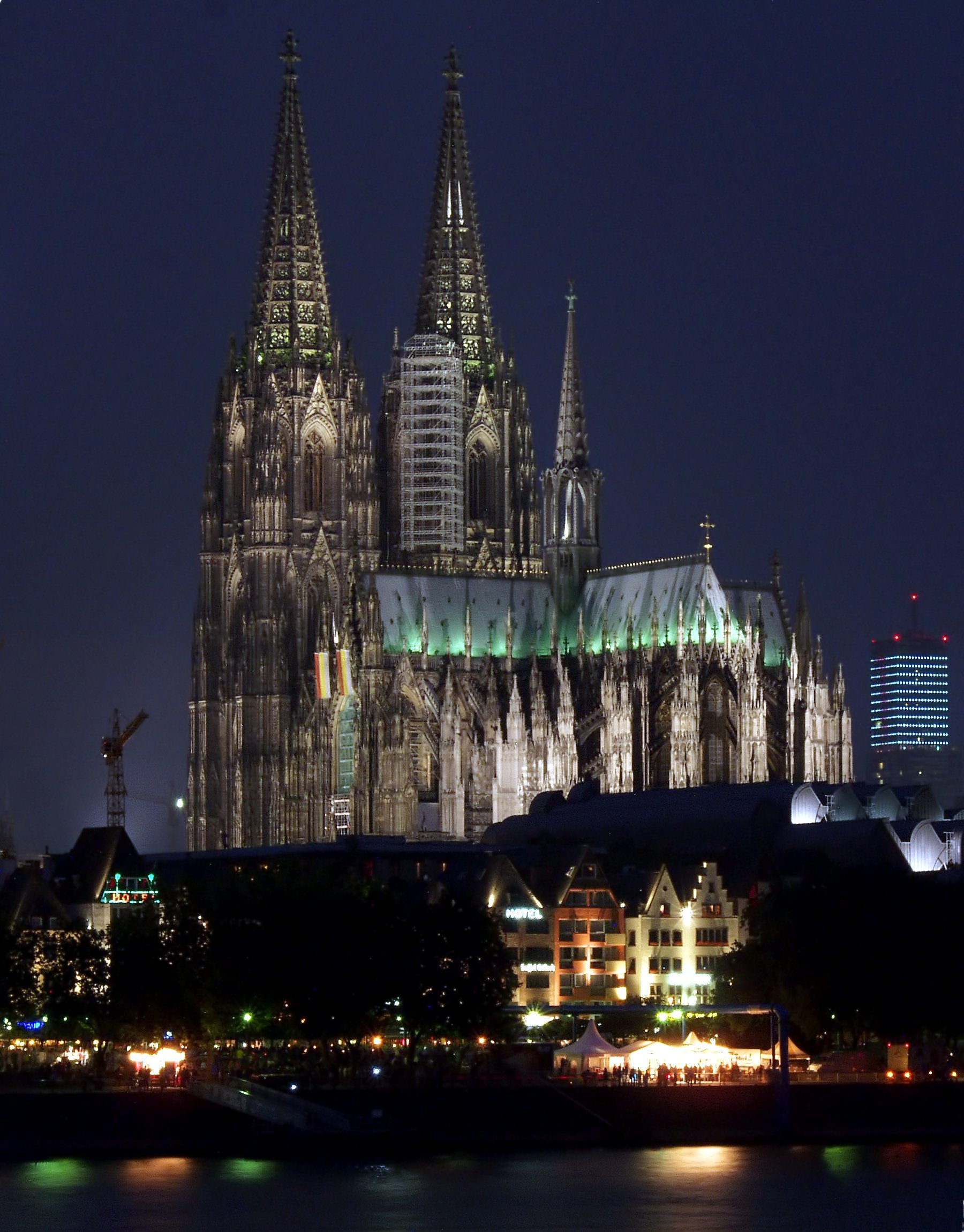
ドイツ・ケルンのケルン大聖堂

ゴシック建築（ゴシックけんちく、英語：Gothic Architecture）は、12世紀後半から花開いたフランスを発祥とする建築様式。最も初期の建築は、パリ近くのサン＝ドニ（聖ドニ）大修道院教会堂（Basilique de Saint-Denis）の一部に現存する。イギリス、北部および中部イタリア、ドイツのライン川流域、ポーランドのバルト海沿岸およびヴィスワ川などの大河川流域にわたる広範囲に伝播した。
「ゴシック」という呼称は、もともと蔑称である。15世紀から16世紀にかけて、アントニオ・フィラレーテやジョルジョ・ヴァザーリらが、ルネサンス前の中世の芸術を粗野で野蛮なものとみなすために「ゴート風の」と呼んだことに由来する。
ルネサンス以降、ゴシック建築は顧みられなくなっていたが（この時期をゴシック・サヴァイヴァルと呼ぶ）、その伝統は生き続け、18世紀になると、主として構造力学的観点から、合理的な構造であるとする再評価が始まった。18世紀から19世紀のゴシック・リヴァイヴァルの際には、ゲーテ、フランソワ＝ルネ・ド・シャトーブリアン、フリードリヒ・シュレーゲルらによって、内部空間はヨーロッパの黒い森のイメージに例えられて賞賛され、当時のドイツ、フランス、イギリスでそれぞれが自らの民族的様式とする主張が挙がるなどした。

## 概説
ゴシック建築は、歴史的区分としては1150年頃から1500年頃までの時代を指し、フランス王国からブリテン島、スカンディナヴィア半島、ネーデルランド、神聖ローマ帝国、イベリア半島、イタリア半島、バルカン半島西部沿岸部、ポーランドおよびポーランド・リトアニア共和国の版図に伝わった建築様式をいう。しかし、これら歴史的・地理的条件が必ずしも相互に対応しないという点や、建築の形態的・技術的要因、図像などの美術的要因の定義づけが難しいという点で、他の建築様式に比べるとかなり不明瞭な枠組みであると言わざるを得ない。特に後期ゴシックは、地方様式とも絡む複雑な現象で、装飾や空間の構成を包括的に述べることはたいへん難しい。
ゴシック建築は、北フランス一帯において着実に発展していた後期ロマネスク建築のいくつかの要素を受け継ぎ、サン＝ドニ修道院付属聖堂において一つの体系の中に組み込まれて誕生した。12世紀中葉から、サンスやラン、パリ、そしてシャルトル、ランス、アミアンでは、これに倣って大規模かつ壮麗な聖堂が建てられることになった。当然、西ヨーロッパでは、このほかにもたくさんの建築物が建設されていたが、イル＝ド＝フランス地方をはじめとするフランス王国の中心地においてのみ、初期から盛期にいたるゴシック建築の首尾一貫した発展の状況を見ることができる。

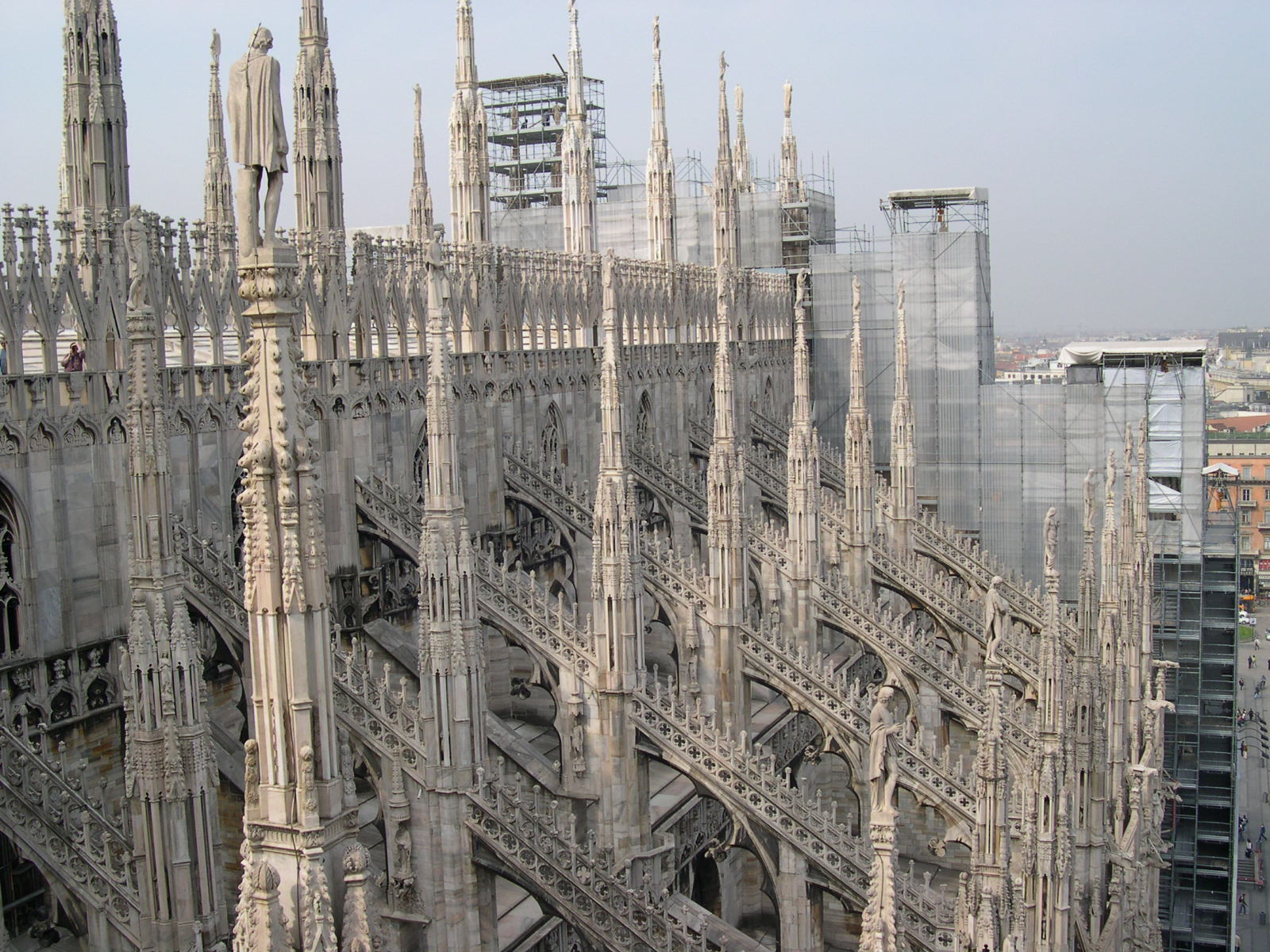
ミラノのドゥオーモの尖塔群と飛び梁

ゴシック建築が伝播した他の諸国の政治的・経済的事情は多様で、発達や伝播の過程は複雑な様相を呈し、後期になるとこれが顕著に現れる。しかし、それでもゴシック建築が一定の建築的構成をふまえつつ流布したのは、国々を跨いで独自の組織網を構築していた修道院の活動が大きかった。ロマネスク建築と同様に、ゴシック建築においてもベネディクト会やシトー会の影響は大きく、13世紀以降はドミニコ会、フランシスコ会などが、ゴシック建築の伝播に寄与することになった。
ゴシック建築は、尖ったアーチ（尖頭アーチ）、飛び梁（フライング・バットレス）、リブ・ヴォールトなどの工学的要素がよく知られており、これらは19世紀のゴシック・リヴァイヴァルにおいて過大に評価されたため、あたかもそのような建築の技術的特徴のみがゴシック建築を定義づけると考えられがちである。しかし、ゴシック建築の本質は、これらのモティーフを含めた全体の美的効果のほうが重要で、ロマネスク建築が部分と部分の組み合わせで構成され、各部がはっきりと分されているのに対し、ゴシック建築では全体が一定のリズムで秩序づけられている。

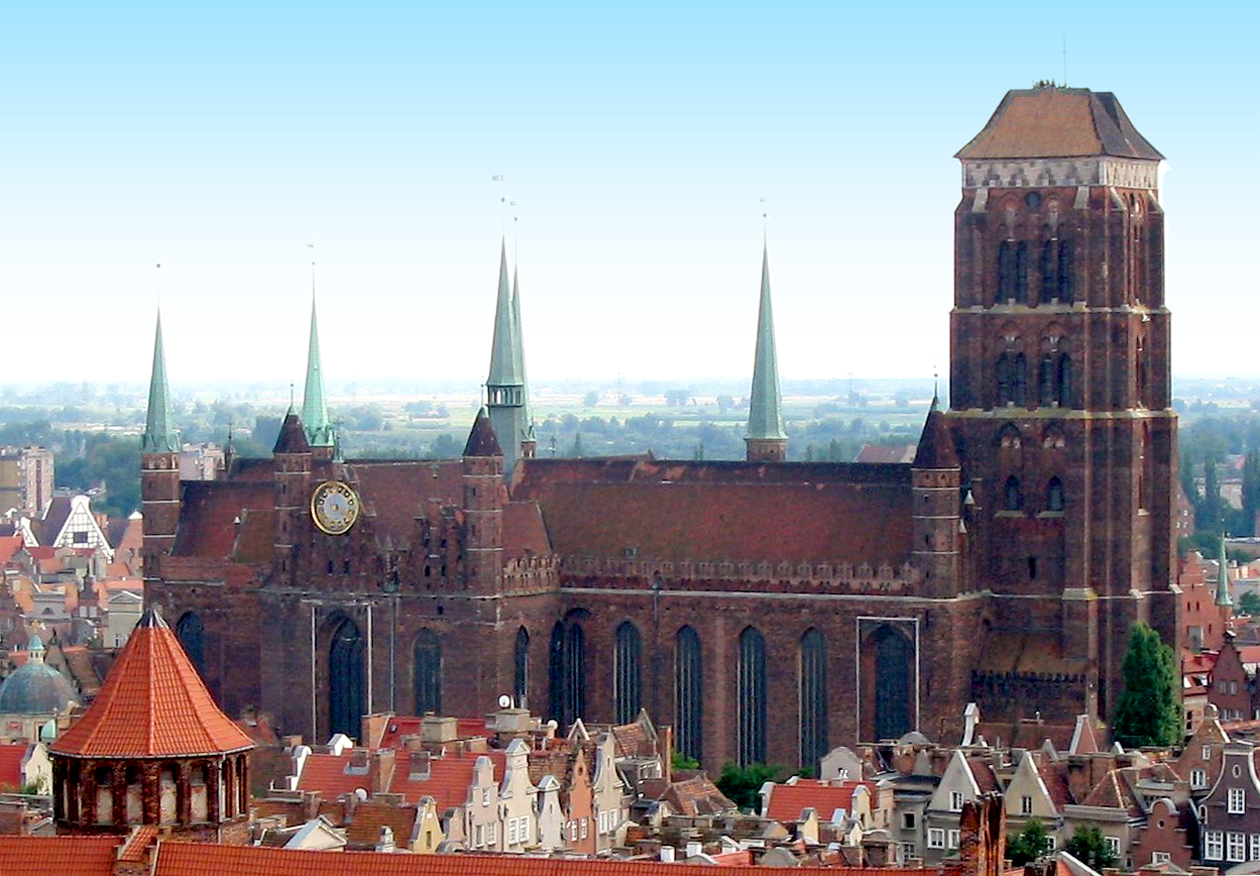
聖マリアのバシリカ聖堂（グダンスク、14世紀）
ブリック・ゴシック建築の典型

リューベック、グダンスク、トルン、クラクフなど、北ドイツやポーランドを中心とするバルト海沿岸およびその大河川の流域ではブリック・ゴシックと呼ばれる、レンガを用いた独特のゴシック建築が発展した。

## 歴史

### 初期ゴシック建築

#### ゴシック建築以前
ロマネスク建築からゴシック建築への転換は、11世紀末期から12世紀早初期にかけて、イングランドとノルマンディー地方において行われた建築活動によってもたらされた。この地方では、すでに交差リブ・ヴォールトを分厚い構造壁に架ける試みが成されていたが、それ自体はロンバルディアやアルザス、プファルツのロマネスク建築においても同様に行われている。しかし、ここでは後にゴシック建築に共通する、あるいはそれに発展する要素のいくつか（すなわち、フライング・バットレスに発展する側廊の屋根裏に設けられた梁状の控壁とトリフォリウムに発展する二重シェル式壁（ミュール・エペ）など）が指摘されている。
これらの建築活動は後にイル＝ド＝フランスに引き継がれ、ゴシック建築を開花することになる。

#### イル＝ド＝フランスでのゴシック建築の発展
1130年、サン＝ドニ修道院のシュジェール院長が、修道院付属聖堂（現在は大聖堂）の改築工事を始めた。現在、3つの広間を納めた前廊（西正面）と聖歌隊席を含めた一部が現存している。最初に多数の巡礼者のための大きな入り口が造られたが、これは円柱を束ねた支持柱に支えられた尖頭リブ・ヴォールトが空間を分節しており、これがノルマンディーの後期ロマネスクをゴシック建築に発展させたものになっている。1140年に着工し1144年に完成した内陣は、後の大改修のためあまり残っていないが、放射状の祭室と方形の祭室を有するシュヴェで、前廊と同じく革新的なものだったらしい。しかし、サン＝ドニ修道院付属聖堂はあまりにも早熟した建築であり、12世紀後期になるまで比較的小規模な教会でひっそりと真似られるだけであった。
サン＝ドニと同じ頃（1130年頃から1164年）に建設されたサンスのサンテティエンヌ大聖堂は、周歩廊があるものの袖廊はなく、立面の強弱というロマネス建築特有の構成を持っている。ただし、六分ヴォールトと3層にわかれた身廊立面はゴシック建築の要素を持っており、これは以後のゴシック建築に影響を及ぼした。
12世紀後半になると、ブルゴーニュとノルマンディーでは活発な建設活動が行われ、初期ゴシック建築の発展を促したが、これは個々の独自性やロマネスク建築の伝統を阻害するものではなかった。ノワイヨンのノートルダム大聖堂、サンリスのノートルダム大聖堂（16世紀の改築により当時の造形はあまり残っていない）、トゥルネーのノートルダム大聖堂、サン・ジェルメール・ド・フリなどは、それぞれロマネスク建築特有の構成を持つもの、あるいは逆にその伝統的形態を全く失ったものもある。

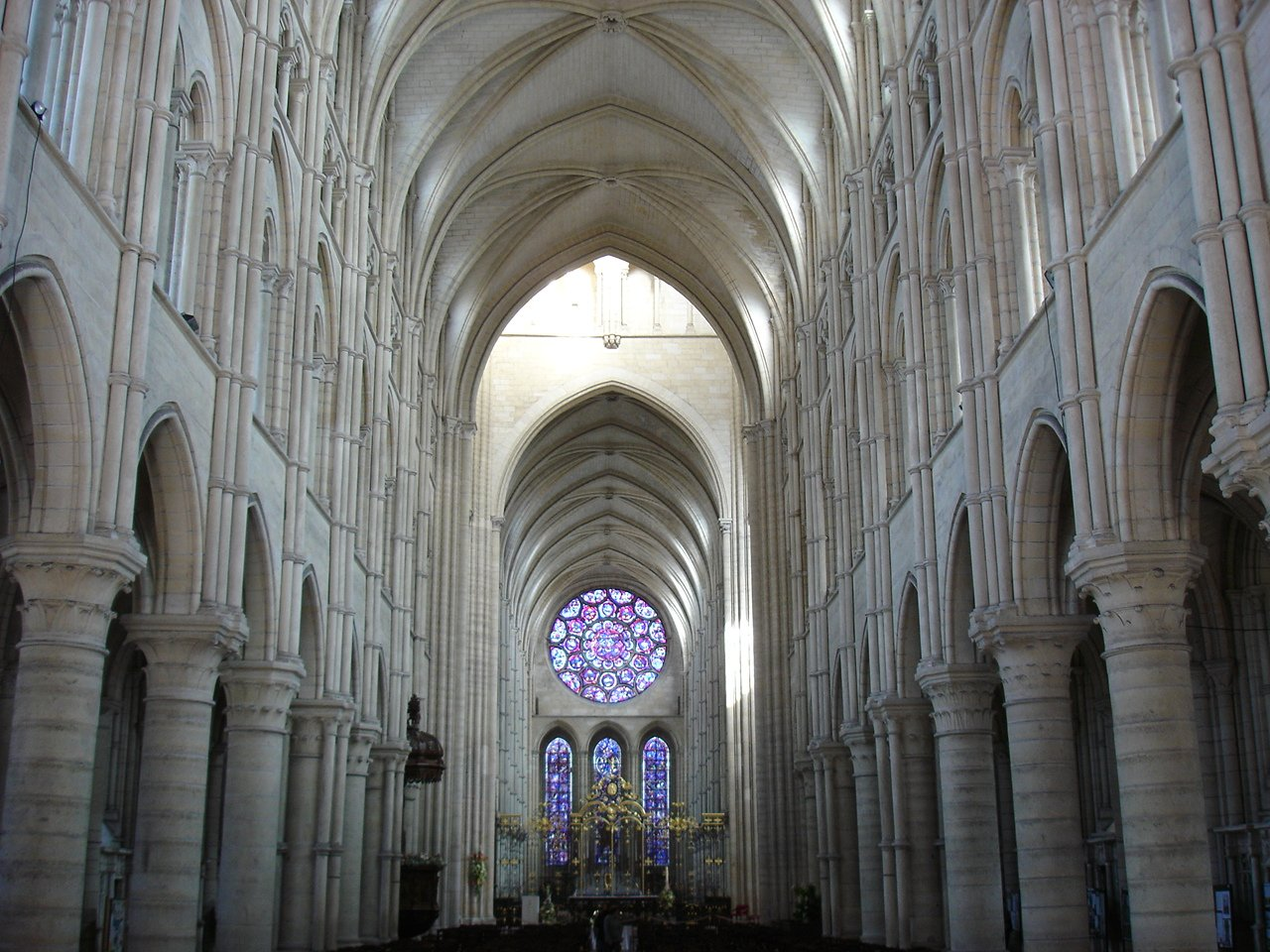
ランのノートルダム大聖堂内部

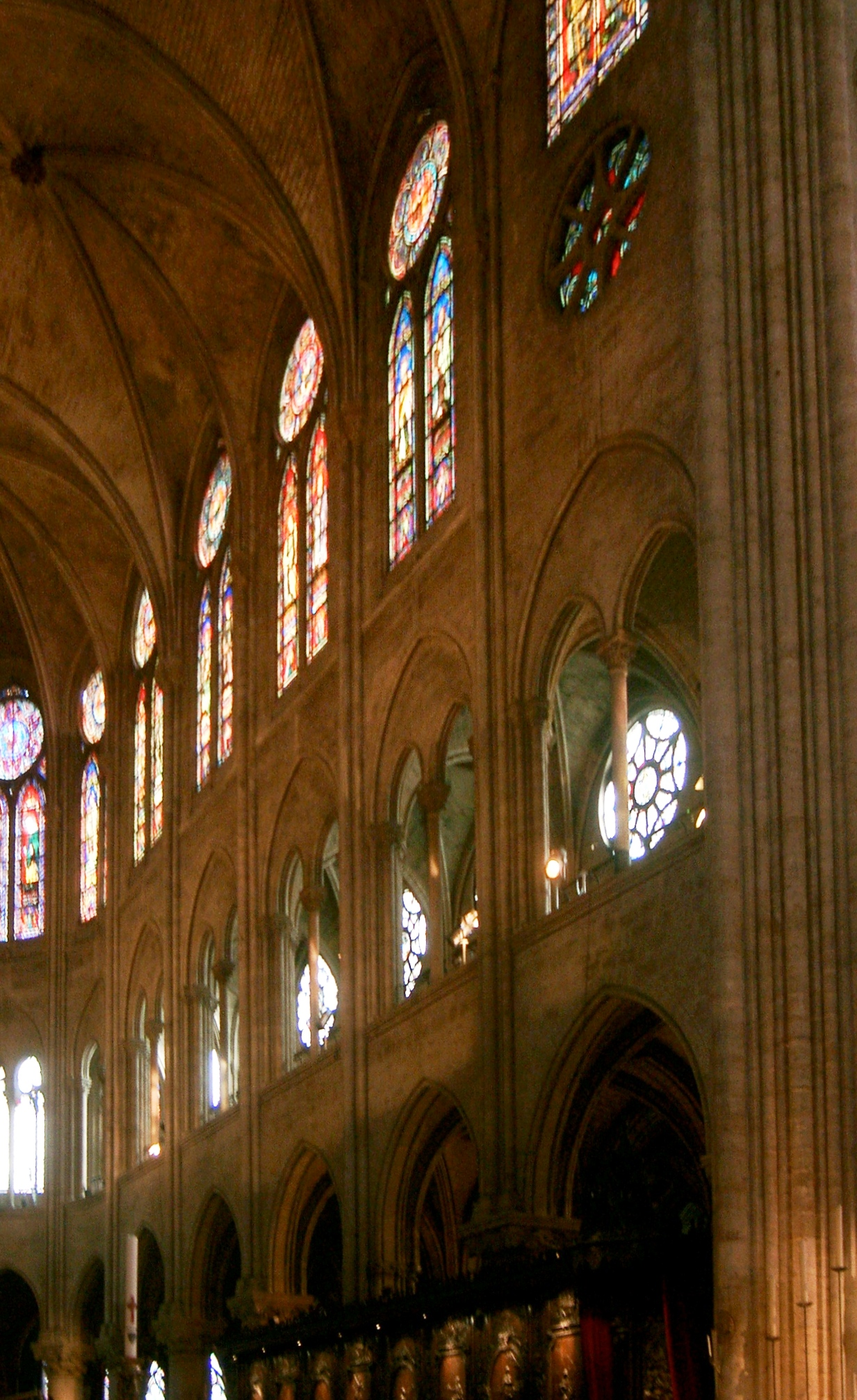
パリのノートルダム大聖堂の内部空間
一番右側の柱間部分（高窓の下に円形窓）が初期の形状を残している。

これら初期ゴシックの教会堂で創建当時のまま残っているものはひとつもないが、12世紀後期の状態を比較的よく保存しているのは、ノワイヨンのノートルダム大聖堂、そしてランのノートルダム大聖堂、パリのノートルダム大聖堂である。
ノワイヨン大聖堂は第一次世界大戦の後に大改装されたが、初期ゴシックの構成を最もよく残している。平面はロマネスク建築の伝統を色濃く残しているが、身廊立面には初期ゴシック建築の特徴である、アーケード、ギャラリー、トリフォリウム、クリアストーリという4層構造がみられる。この手法によって、壁面から重苦しい感じが取り払われ、ロマネスク建築とは異なった趣を見せている。
ランのノートルダム大聖堂は、ノワイヨン大聖堂の影響を受けたもので、中央部にトゥール・ランテルヌ（光塔）を頂く点はロマネスク建築の影響を残しているものの、身廊部分は強弱を繰り返すパターンが全く見られなくなり、全ての柱が円柱に変わっている。袖廊には、ロマネスク建築では滅多に採用されなかった円形窓が採光用として用いられており、これが13世紀ゴシック建築の特色となる「ばら窓」の発展の第一段階となった。ラン大聖堂は初期ゴシック建築のまぎれもない傑作で、その形態は ロレーヌやラインラント地方に広がり、以後数十年に渡って影響を与え続け、後にシャルトルのノートルダム大聖堂に引き継がれた。
パリのノートルダム大聖堂は、しばしば初期ゴシック建築の最高傑作であるとされる。この建築物は高い背を持つため、構造の観点からベイ（格間）が細分化されており、またクリアストーリ（高窓）が高い位置にあるため、下部構造によって採光が不足しているという欠点があった。しかし、平面は二重の側廊を持つという特殊な形状で、さらに、はじめから薄い壁を意識して設計されたらしく、上部のヴォールト構造を支えつつ周歩廊と側廊を跨ぐ控え壁を建設するためにフライング・バットレス（飛び梁）を採用したほか、クリアストーリ下のトリフォリウムにあたる位置に円形窓を配置するなど、かなり野心的な設計が行われていた。後の改装によって証明できるものが失われてしまったため、当時のフライング・バットレスがどのように架けられていたかは必ずしも明確ではないが、この形態はすぐに決定的なものとなり、やがてパリ司教区ではこの聖堂に影響を受けた教会堂が建設された。
イル＝ド＝フランスとその周辺部の初期ゴシック建築は、シャンパーニュに広がった。シャロン＝アン＝シャンパーニュのノートルダム＝アン＝ヴォー聖堂とランスのサン・レミ大聖堂の後陣は、初期ゴシック建築の最終的な完成形態で、両者ともに後陣の立面は4層構造で、大きな開口を取ることによって鳥籠のような線的で軽快な構造となっている。シャンパーニュでは、他にソワッソン大聖堂の袖廊がこれと全く同じ構成を有している。

#### ブルゴーニュ公領、アキテーヌ公領、イングランドその他の地域

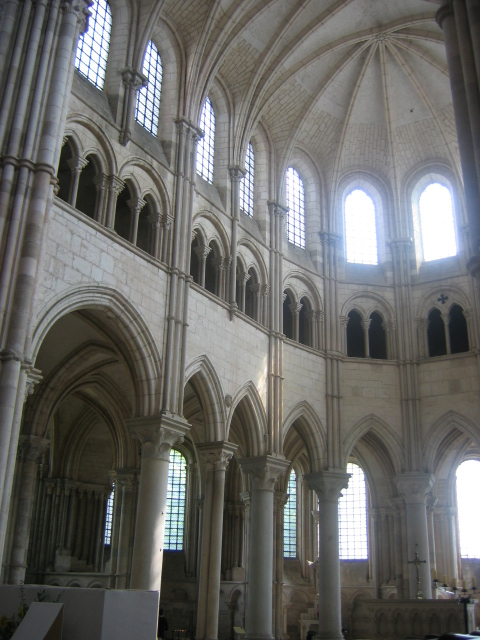
サント・マドレーヌ大聖堂の内陣

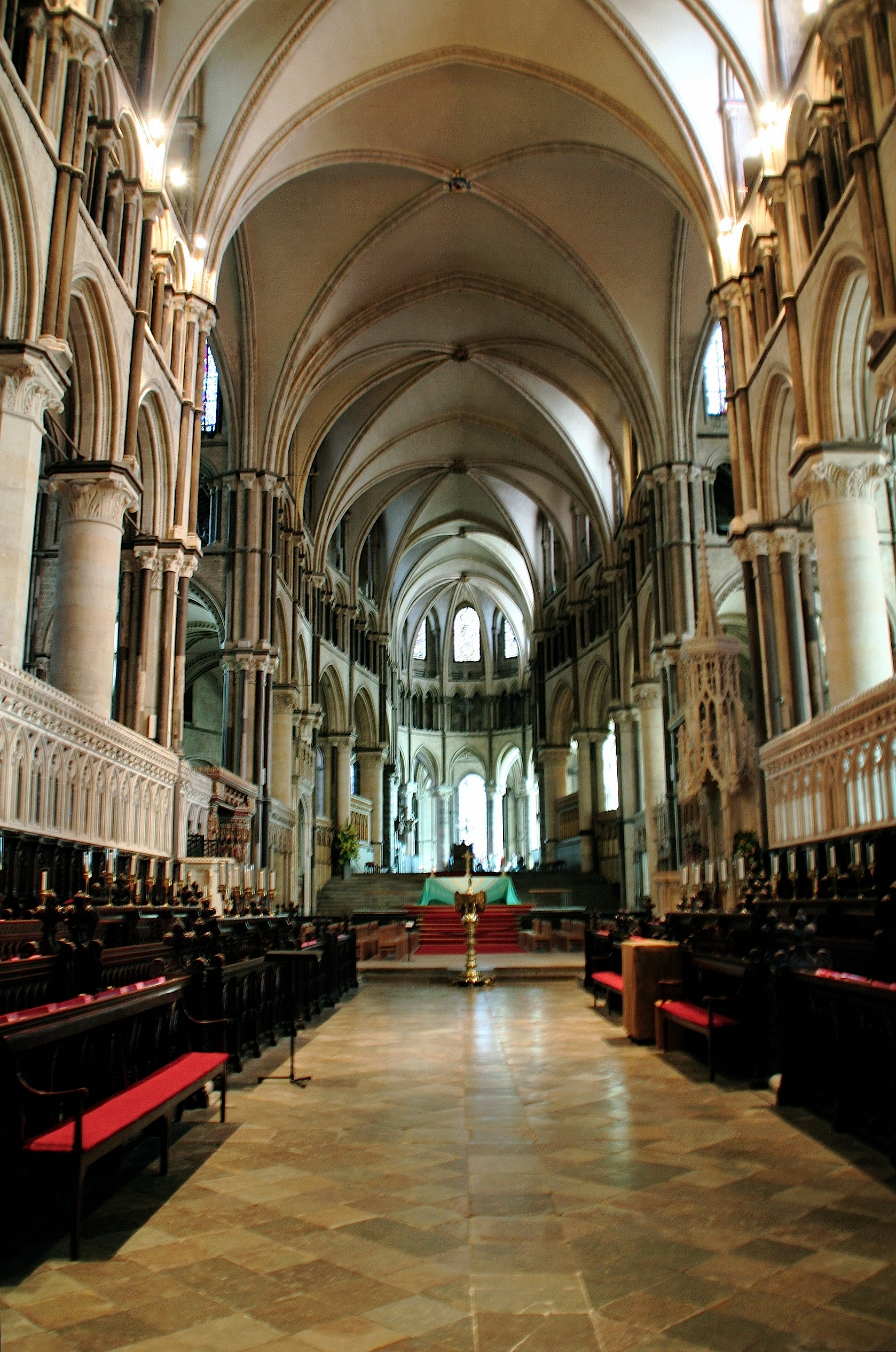
カンタベリー大聖堂の内陣

ブルゴーニュではロマネスク建築が高度に発展していたため、その伝統が生き続けた。ブルゴーニュにゴシック建築が導入されるのは1170年頃であり、これはヴェズレーで建設されたサント・マドレーヌ大聖堂の内陣に見ることができる。全体の構成はソワッソン大聖堂の袖廊に近いが、立面は3層構造で、線的な要素を強く意識したものになっており、これは13世紀以降、この地で盛んになる後期ゴシック建築のデザインに受け継がれた。
ノルマンディでゴシック建築の雛形が形成されたにもかかわらず、プランタジネット家の勢力下にあった北、西フランスでゴシック建築が導入されるのは遅かった。アンジュー、メーヌ、ポワトゥーなどにゴシック建築が建設されるのは13世紀初頭になってからであるが、プランタジネット家の支配下で形成されたゴシック建築は、イル＝ド＝フランスとは異なる形態を獲得した。
プランタジネット・ゴシックの代表的な建築物はアンジェのサン・モーリス大聖堂である。極度に湾曲したヴォールトを頂く身廊の立面には、アーケードやクリアストーリなどの分節化が見られない。もともと単廊式で木造天井を持った建築物であったらしく、この形状はポワティエのサンティレール聖堂も同様で、ロマネスク建築の伝統を残している。アンジェ大聖堂とは異なる形式として名高いのがポワティエの大聖堂で、これは1162年に起工されたが、完成は13世紀末のことである。ほぼ同じ高さ、同じ幅の身廊と側廊で、後にホール式と呼ばれる教会堂の空間に近い。アンジェのサン＝セルジュ聖堂はこの形式に則った平面となっているが、細い柱によって分節されたベイと枝リヴによって分節されたヴォールトが、さらに華美な印象を与える。アンジェ、ポワティエともに、聖堂の形式としてはロマネスク建築において見られるものであり、細部については洗練されているものの、全体としての革新性はイル＝ド＝フランスのゴシック建築を超えるものではない。プランタジネット朝の建築は後期ロマネスク建築と初期ゴシック建築との間にそれほどの違いがないことを証明している。
イングランド本土に建設された最初の本格的なゴシック建築は、1174年に起工されたカンタベリー大聖堂である。最初の建設はギョーム・ド・サンスによって設計されたが、不慮の事故によって工事はイギリス人のウィリアムに引き継がれた。カンタベリー大聖堂は後陣が二重シェル式で造られており、全体として彫塑性の強いイングランドのロマネスク建築の伝統を残している。リンカン大聖堂はカンタベリーの後継であり、パリのノートルダムと対照的なロマネスク建築の厚い壁を思わせるクリアストーリ、屋根裏に開いたトリフォリウムなどの特徴は、イングランの独自性を物語っている。

### 盛期ゴシック（クラシカル・ゴシック）

#### フランス王国の古典ゴシック

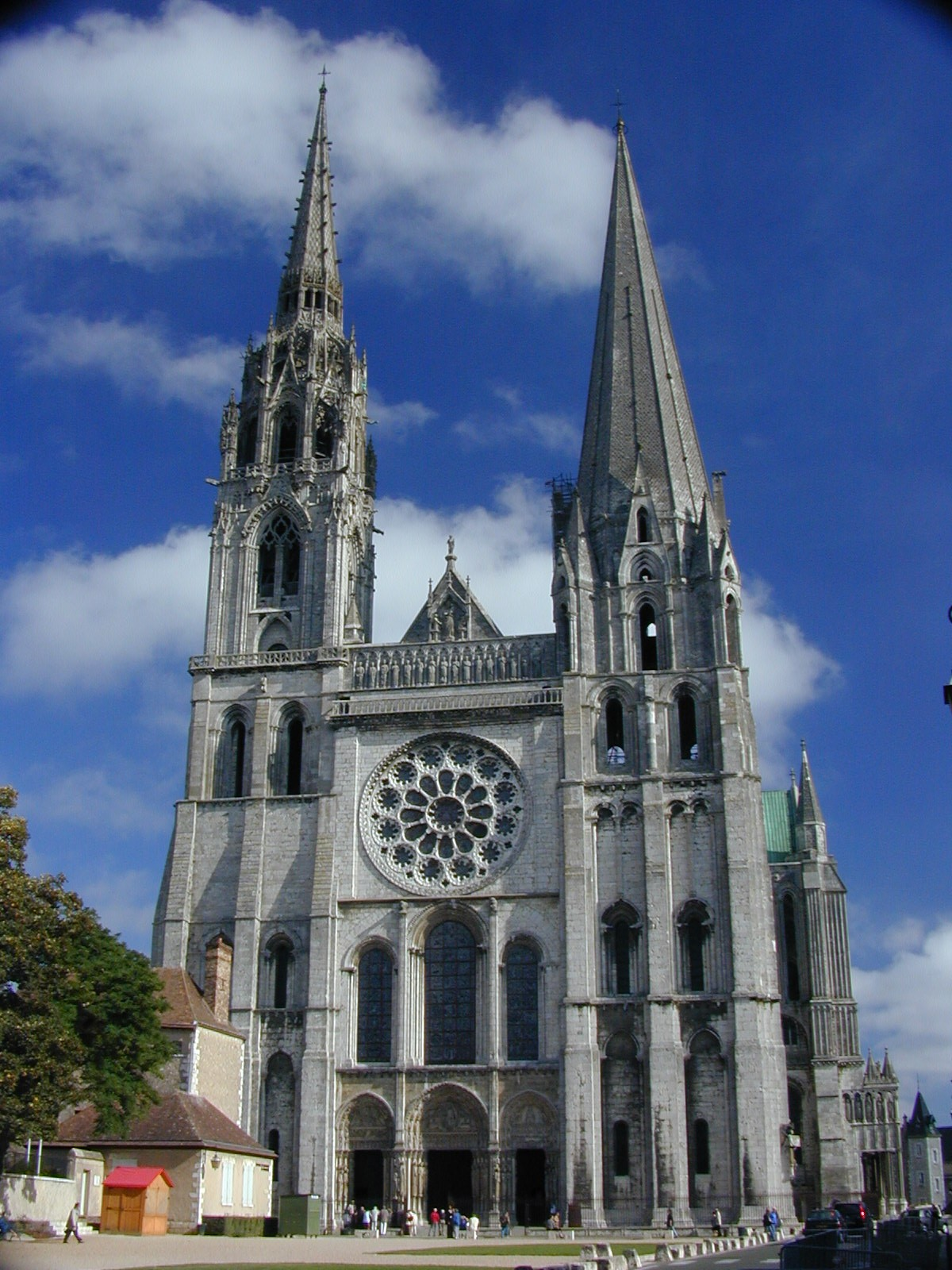
シャルトル大聖堂

1194年の火災によって焼け落ちたシャルトルのノートルダム大聖堂は、1210年には身廊が再建され、1230年頃にはおおよその完成をみた。盛期ゴシックの最高傑作と呼ばれるこの大聖堂は、ランとパリのノートルダム大聖堂を踏襲した平面（袖廊はラン、二重周歩廊はパリ）をもっているが、内部はかなり独創的な空間になっている。
身廊側の柱身はヴォールトの始まる高さまで真っすぐに伸びており、それまでの聖堂の柱が独立した印象を与えていたのに対して、リブとともに垂直性の高い輪郭となっている。身廊の壁面は高いアーケードと低いトリフォリウム、そして採光を得るためにアーケードと同じ高さのクリアストーリを持った3層構造となっており、パリのノートルダム大聖堂と比べると全体のプロポーションが再構成されているのがわかる。ここに嵌め込まれた166もの聖書のモティーフをちりばめたステンドグラスと多数の彫刻で飾られた扉口によって、シャルトル大聖堂は、しばしば中世スコラ学世界の結晶とみなされ、「凍れる音楽」とも評される。なお、「凍れる音楽」という言葉はドイツの哲学者シェリングに由来すると言われる。
13世紀に、シャルトル大聖堂は当時流行した形式に沿うような大規模な改修が計画されたが、大聖堂内部の完成度の高さが、それを断念させるほどであった。外観については、本来7つの塔が建てられる予定だったが、こちらは未完成に終わっている。シャルトル大聖堂の影響は大きく、ソワッソン大聖堂の内陣、ランスとアミアンのノートルダム大聖堂にそれを見ることができる。

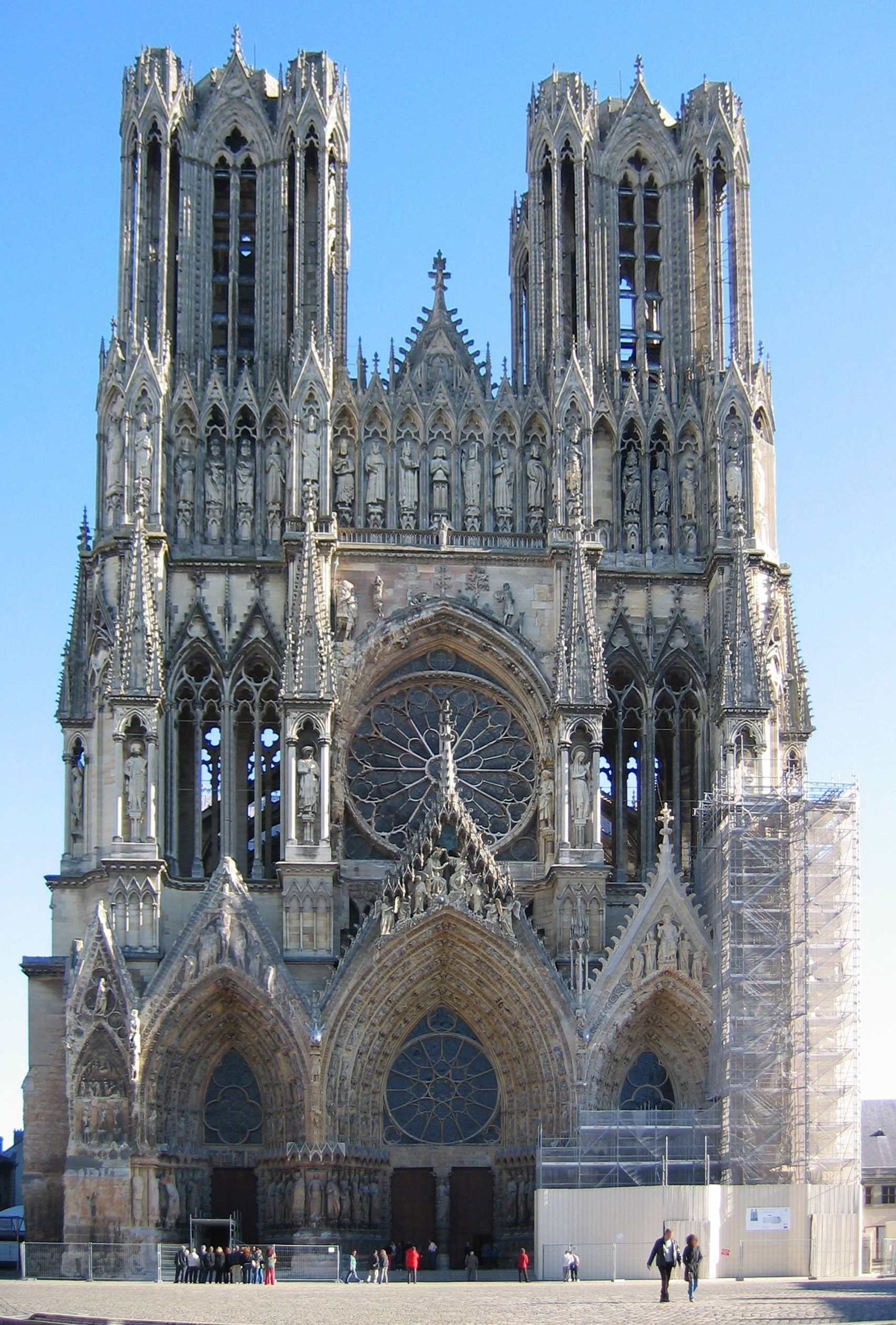
ランス大聖堂

ランスのノートルダム大聖堂は、歴代のフランス国王を聖別する司教座であり、政治的な意味でも重要な聖堂である。その平面と立面の構成は、シャルトル大聖堂に準じたもので、装飾を除けば両者の違いはほとんどない。ランスの大聖堂は、シャルトルとは対照的に内部空間にも植物を模した豊かな装飾をもっており、この点はシャンパーニュ地方の特性を示している。外観についても、シャルトルよりも豊かな装飾で飾られており、フライング・バットレスを受けるキュレの修まりはより洗練されている。ただし建設過程は複雑で、4人の主任建築家が入れ替わっており、これによる施工上の混乱が見られる。
アミアンのノートルダム大聖堂は、盛期ゴシックの最も洗練された大聖堂である。1221年にロベール・リュザルシュによって計画されたその大きさは、前述の大聖堂を全て凌駕しており、このため身廊最上部の薔薇窓下に四組窓が追加されている。一つのベイに対して二つの三組アーチの窓が取り付けられ、これらを除いては、ほとんどシャルトルの形態と共通するが、その構成は完全なる均衡を保っている。内陣はすでにクラシカル・ゴシックのものではなく、レヨナン式ゴシックの段階に達している。
シャルトルの系譜に連なる最後の大聖堂は、ボーヴェのサン・ピエール大聖堂である。構造的には完全な失敗作で、1284年に大規模な崩落をおこしたが、そのまま16世紀まで再建は行われなかった。この大聖堂の建設以後、この種の大聖堂はまったく建設されなくなった。
シャルトルはゴシック建築の一つの頂点であるが、これとは異なった系統に属する聖堂も存在する。盛期ゴシックは、シャルトル大聖堂で確立された系譜のみで語れるものではなく、イングランドやノルマンディ、ライン川流域やアルプスでは、全く別系統の様式が採用された。

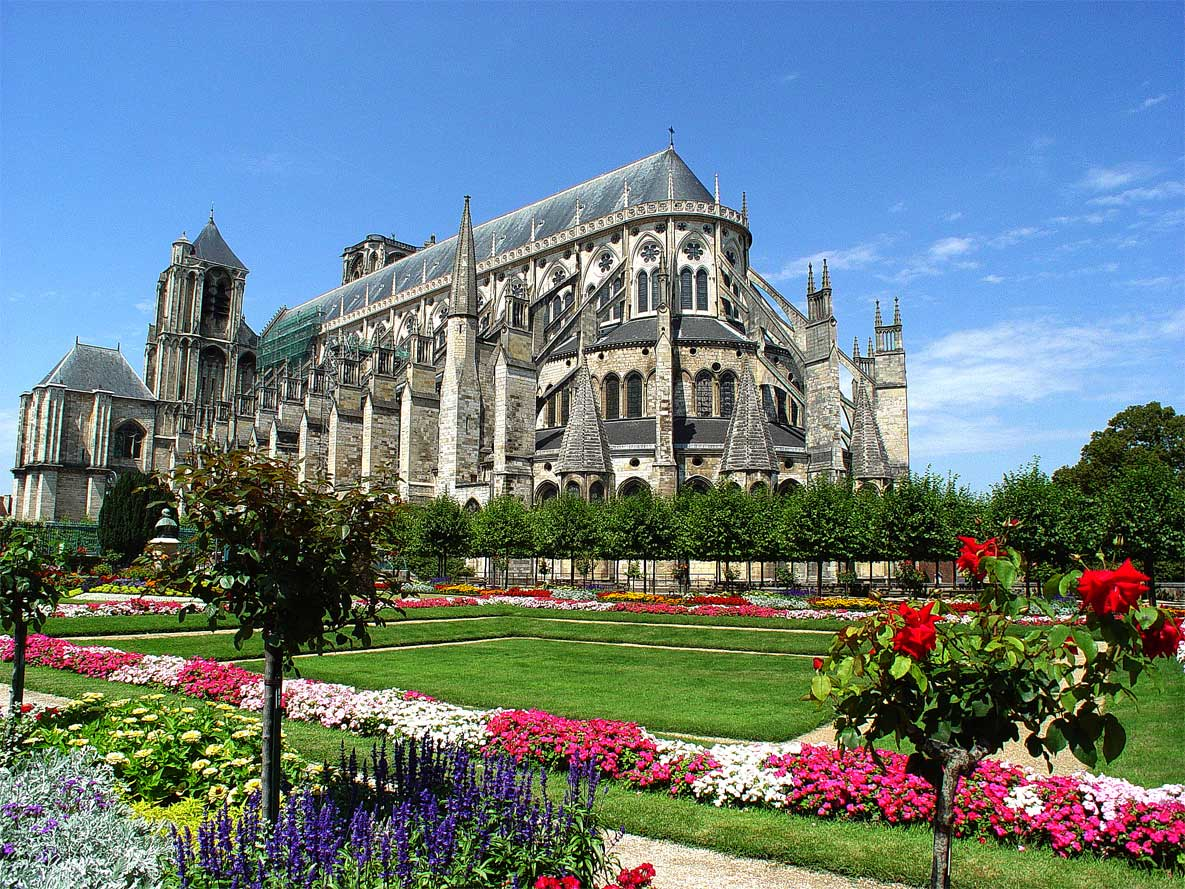
ブールジュのサン・テティエンヌ大聖堂

ブールジュのサン・テティエンヌ大聖堂は、シャルトルとほぼ同時期に建設された。平面は、パリのノートルダムを直接の源泉としているように思われるが、袖廊はなく、主廊立面は、全体的にほっそりとした印象を与える非常に高いアーケードと、背の低いトリフォリウム、小さなクリアストーリから成る。シャルトルに比べると重量の軽い構造で出来ており、このため構成はとても独創的で、他のいかなるゴシック教会堂にもこれに類似するものはなく、またこの構成を真似たものもたいへん少ない。
ブールジュの影響を受けた数少ない建築物の一つに、ル・マン大聖堂がある。この聖堂の建設経緯は複雑なものであったらしく、ブールジュとの共通点は高いアーケードを保有することをおいて他にない。この部分は、従ってブールジュの建築家の手によるものと考えられる。高窓を高くするためにトリフォリウムが排除され、身廊立面はアーケードとトリフォリウムの二層構造であるが、これは後のレヨナン様式の到来を告げるものである。

#### 北フランスとブルゴーニュ、およびアーリー・イングリッシュ

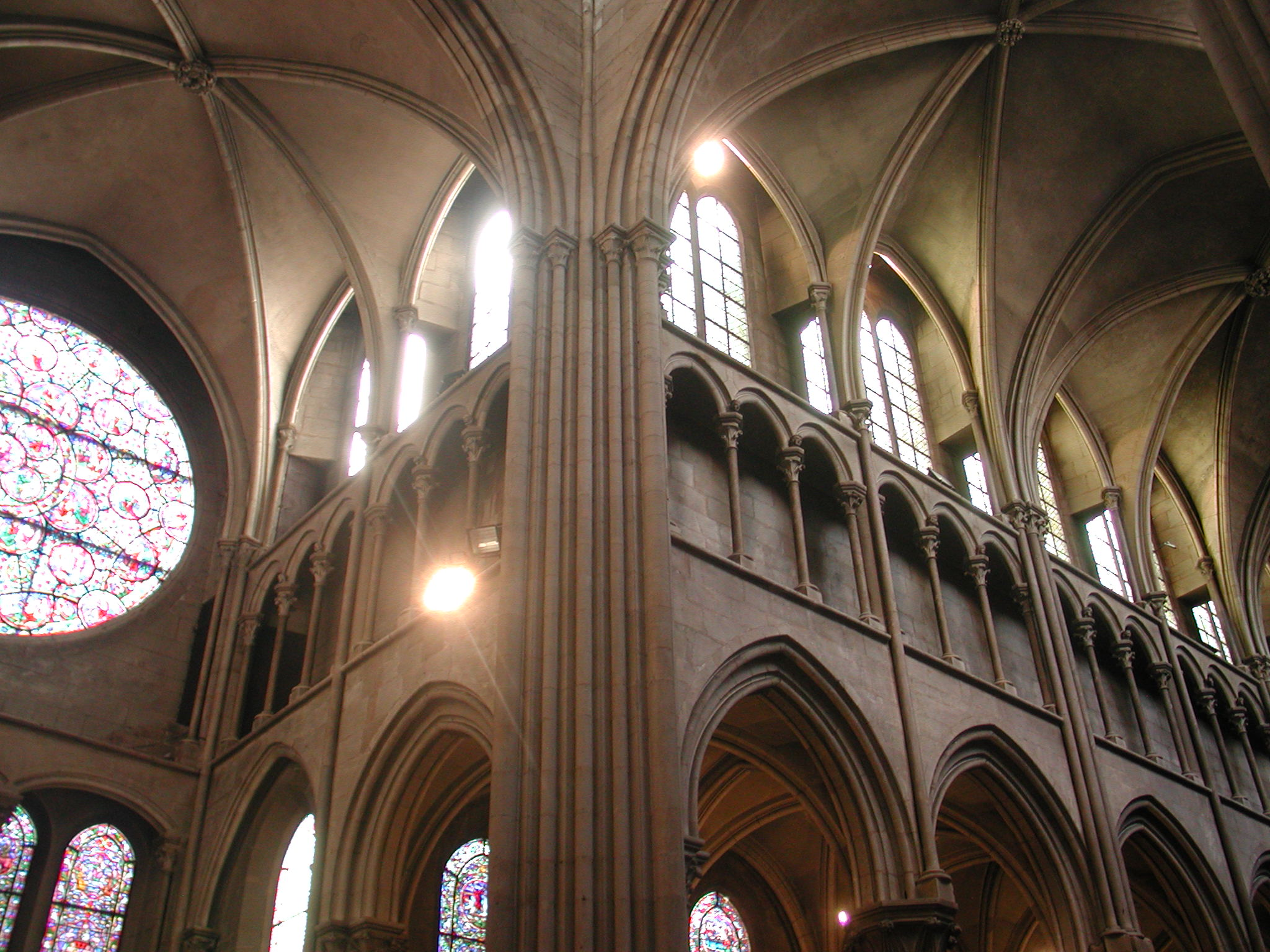
ディジョンのノートルダム聖堂

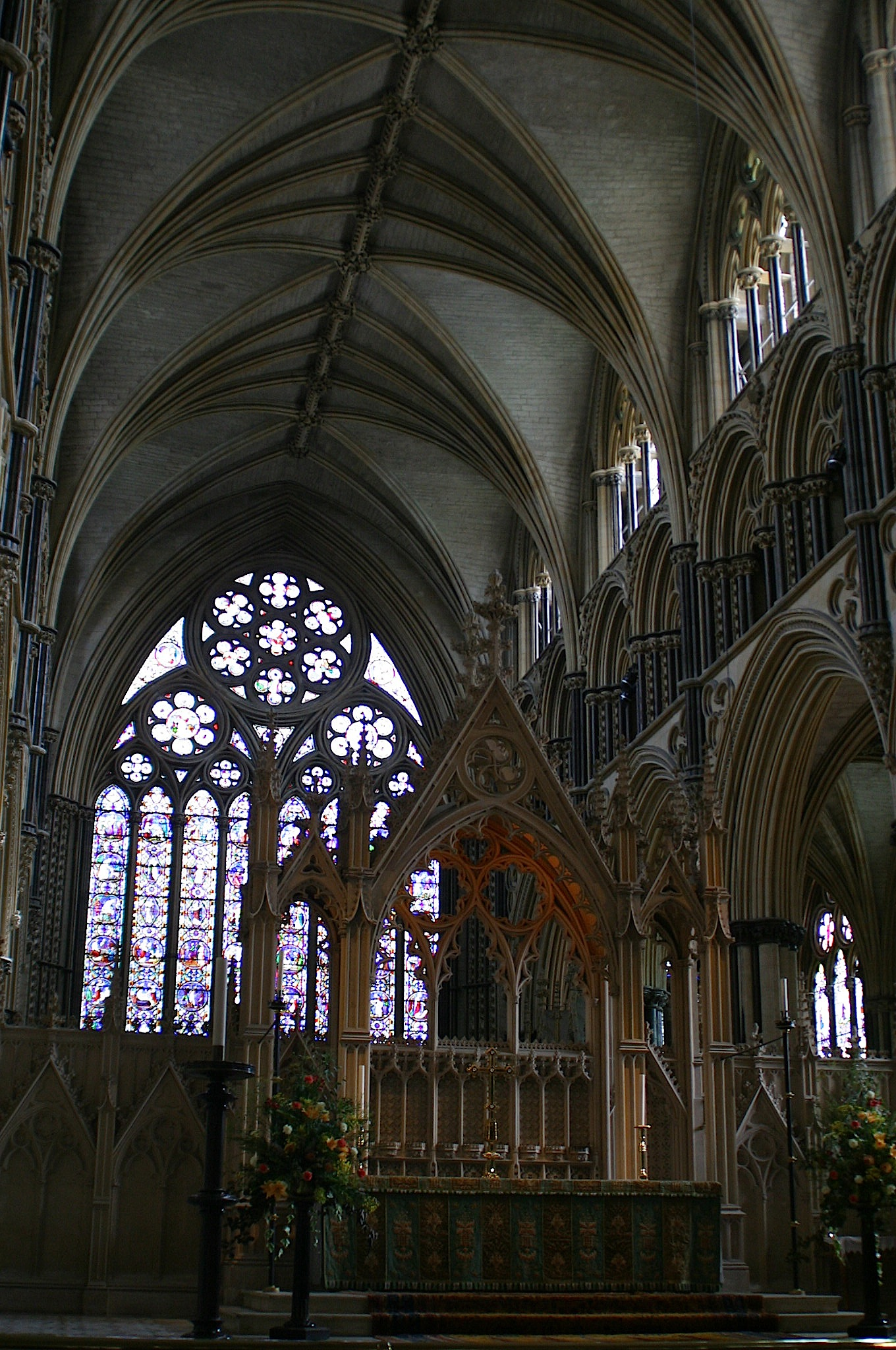
リンカン大聖堂の身廊

シャルトルをはじめとする大教会堂が建設されていた頃、イングランドとノルマンディ、ライン川一帯、そしてアルプス山脈周辺部では、これらとは違ったゴシック建築が形成されようとしていた。北方地域では、ゴシック建築特有とされる薄い壁に対する意識は少なく、むしろ構造壁の厚みを利用した意匠が好まれた。
オセールのサン・テティエンヌ聖堂は、1215年に起工されたもので、内部はクリアストーリ、トリフォリウム、アーケードの3層構造から成るが、中間部のトリフォリウムは二重シェル式壁（ミュール・エペ）を意識しており、通路状で背が高く、小円柱によって分節される。この教会堂と同じ立面を有するものが、1220年頃に起工されたディジョンの教区教会堂であるノートルダム聖堂である。ただし、こちらは下方の窓の部分とトリフォリウムの上部（クリアストーリの下部）に通路が設けられている。両教会堂ともに、その他の意匠は初期ゴシックのもので、クリュニー修道院のノートルダム聖堂やリヨンの大聖堂の身廊部分、シャロン＝シュル＝ソーヌの大聖堂なども、ほとんど同じ意匠の内部空間を持つ。
カンタベリーでの大聖堂建立によって、イングランドのゴシック建築は1180年頃から定着しはじめる。初期イギリス式（early english）と呼ばれる段階における著名な建築物は1225年頃に起工したリンカーン大聖堂の身廊である。カンタベリー大聖堂に由来する意匠を持つが、トリフォリウムは身廊に解放された通路状のものではなく、イングランドのロマネスク建築に見られる屋根裏に開いた開口部となっている。壁面はかなり厚く作られており、全体的にずんぐりとした印象で、シャルトル大聖堂のような上方への指向性はない。
ウェストミンスター寺院は、このような初期イギリス式の形態に対し、大陸のレヨナン式の意匠を上手く融合させ、新たな空間を創出した。ウェストミンスターの様々な要素、トリフォリウムやクリアストーリは典型的なイングランドの形態であるが、三葉形と多弁飾りの複合トレーサリーといった装飾や、後陣のヴォールト架構は明らかに大陸由来のものである。特に窓のトレーサリーは、以後のイングランドのゴシック建築に大きな影響を与えた。

### 後期ゴシック

#### フランス王国のレヨナン式

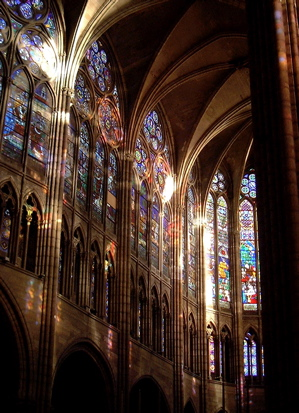
サン＝ドニ大聖堂の内部空間
クリアストーリが拡大され、トリフォリウムも開口部が設けられている。

1250年頃に始まる後期ゴシック建築は、それまでのゴシック建築の様相とは本質的に異なる複雑な現象である。後期の教会堂建築は、どちらかと言うと小型化の様相を示しており、これによって内部空間の立面を上・中・下と区切る分節は解け、装飾に対する嗜好性が全体の空間に対する意識を凌駕するようになった。フランスの後期ゴシックを特徴づけるのは、全体のダイナミックな躍動感ではなく、細部の技巧的洗練と開口部の拡大である。このような現象の第一歩が1250年から始まるレヨナン式で、これは先行するいくつかの建築物にその萌芽が見られる。
サン＝ドニ大聖堂は、シュジェール院長による工事の後、1231年に教会堂はさらに再建工事が行われ、1281年に竣工した。この工事で内陣の上部が建て直され、身廊と袖廊が新規に建築された。身廊はクリアストーリが拡大されたため、トリフォリウムの上が全てランセット窓で構成されており、また、トリフォリウムの外側の壁にも開口が設けられたため、身廊立面の全体が透明な壁と化している。サン＝ドニのように質量感を出さないような意匠は、1235年頃に建設されたサン・ジェルマン・アン・レー城館の礼拝堂にも見ることができる。礼拝堂の窓と西側のバラ窓の浮き彫りはレヨナン式の意匠そのものであるが、一方で、二重シェル式壁に特有の（特にブルゴーニュ特有の）特徴をも備えている。

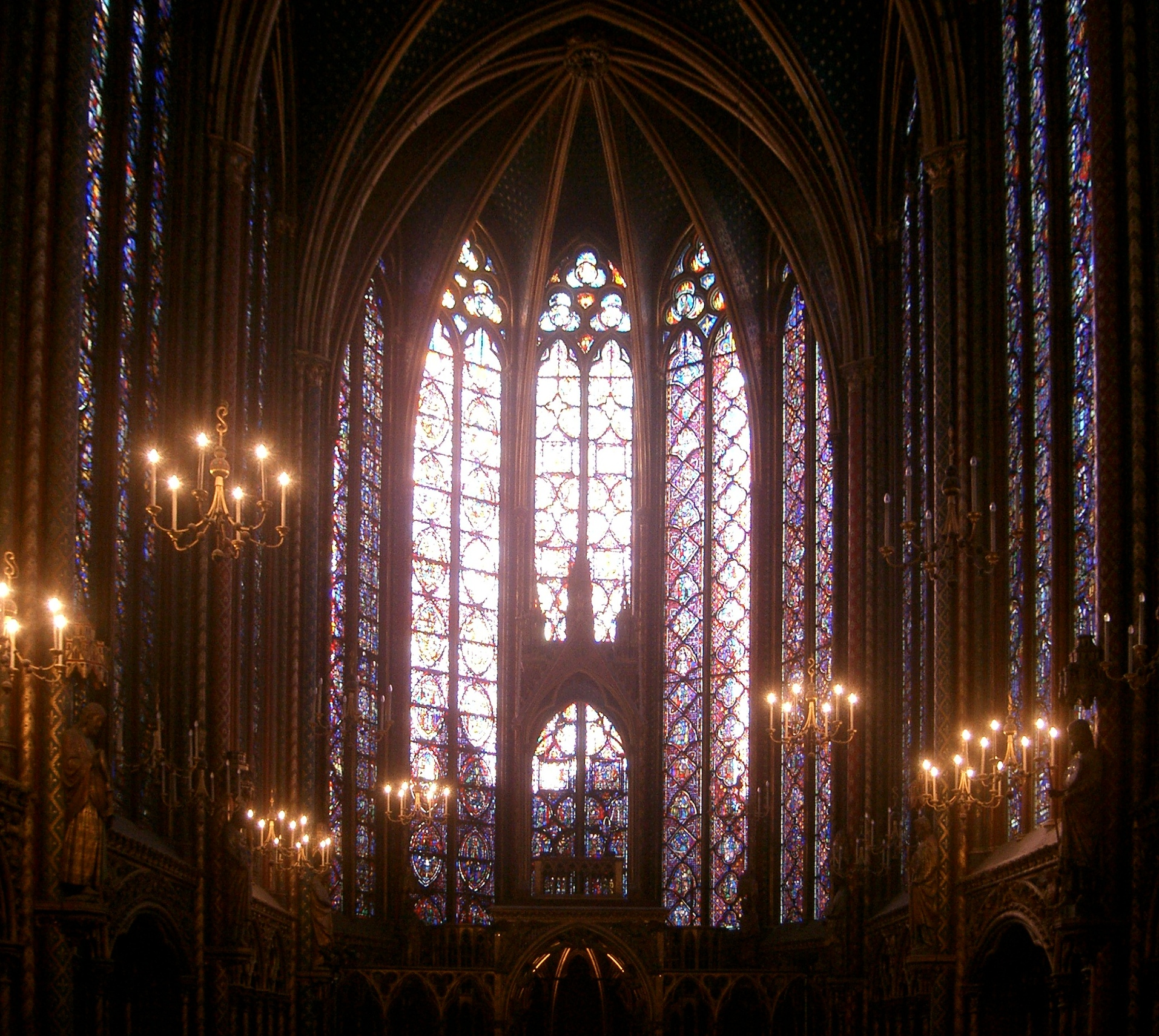
サント・シャペル礼拝堂の内部空間
外部に張り出した控え壁と鉄製補助材の仕様により「鳥籠」のような軽やかな空間を形成する。

サン＝ドニも含めた1230年から1250年頃の建築物は、レヨナン式ゴシックの前段階にあたるもので、コート・スタイルあるいはステイル・ロワイヤル（宮廷様式）とも呼ばれる。聖王ルイが東ローマ帝国から購入したキリストの荊冠の保管所として、1242年頃に建設されたサント・シャペル礼拝堂は、控壁と鉄製補強材によって、軽やかな内部空間を形成している。ステンドグラスと彫刻は技巧性が高く、レヨナン式ゴシックへの傾向を如実に現している。
パリに残るこの時期の建築物は、ノートルダム大聖堂の袖廊で、1245年から1250年にかけて建設された。トリフォリウムに類似する横に長いギャラリーと、その上部に設けられた巨大なバラ窓、そしてその間のスパンドレルにも設けられた開口部が、壁の重量を喪失させる。また、袖廊のファサードは、後にフランス国内外で模倣されるほどの影響力を持った。
サン＝ドニとパリのノートルダムは、トロワ大聖堂の内陣と1236年頃に起工されたストラスブールのノートルダム大聖堂に影響を与えている。特に後者は、レヨナン式の影響を神聖ローマ帝国の領内に拡大させたと言う意味で重要である。オットー朝時代に建設された基礎の上に建設されたストラスブール大聖堂は、ブルゴーニュ特有の意匠を踏襲しつつ、コート・スタイルの要素を取り入れたものとなっており、ファサードについてはパリのノートルダム大聖堂袖廊の影響を認めることができる。
サン＝ドニとサント・シャペルで高度に洗練されたレヨナン式ゴシックは、北フランスと南フランス、そしてイングランドと神聖ローマ帝国にまで広がる。同時にイタリアやスペインでは、これに反抗するような意匠も形成されたが、14世紀前半になると、教義的と呼べるほどに体系化された。このため、後期ゴシック建築は、教条的で懐古趣味的と批判されることもある。実際に、1284年に完成したボーヴェのサン・ピエール大聖堂の後陣、1272年に起工されたナルボンヌの大聖堂、1280年頃に起工されたボルドーのサンタンドレ大聖堂、1308年起工のヌヴェール大聖堂など、レヨナン式の教会堂を挙げることができるが、これらには特に目立った形態の進展はない。

#### フランボワイアン・ゴシック
1340年代以降は、百年戦争の最も熾烈な時期であり、また黒死病の流行にともなってイングランドとフランスの建築活動は完全に停滞した。ヨーロッパのあらゆる活動が再び活発化するのは15世紀になってからであり、この時期まで多くの計画が放棄されたままであった。大教会堂は建設されなかったが、この時期にいくつかの城郭建築と都市自治体の公共建築が建てられている。特に城郭建築は、戦時における火器の使用により砦式から稜堡式に移行したが、その結果として居住性は重要性を失い、城郭と宮殿は全く別系統の建築に乖離していった。
15世紀にゴシック建築が復活するが、中世末期の建築は装飾の技巧性が際立つもので、一般にフランボワイアン（火焔式）と呼ばれる。フランスでは古典ゴシックの影響が強く、トレーサリーは幾何学模様のままだったのだが、14世紀末から絡み合った曲線が好まれるようになった。このような趣味は、レヨナン式の空間そのものにはあまり影響を与えてはいないが、このレヨナン式とフランボワイアンの混成が、バロック建築の直接の源泉であるとする見方もある。実際に、構造的意味がまったくない小柱や、ヴォールトとは関わりのないようなリブの構成など、構造的な合理性よりも装飾性を求める考えかたは、バロック建築と共通するものと言えるであろう。
フランボワイアンの意匠はフランスで生まれたものではなく、イングランドのトレーサリーや、神聖ローマ帝国のネット・ヴォールトを取り入れたものである。1480年に起工された、リューのシャペル＝デュ＝サンテスプリに見られる辻飾りのついた扁平星形ヴォールトは、ドイツからもたらされた意匠で、このような背の低いヴォールトはシャンパーニュで好まれた。フランス中心部では、古典ゴシックから伝統的に垂直性への嗜好が強く、1489年以後に起工されたパリのサン・セヴラン聖堂、および1494年起工のサン・ジェルヴェ聖堂、ルーアンのサン・マクルー教会、そしてモン・サン＝ミシェルの大修道院聖堂の内陣などが、このようなフランボワイアンのすばらしい作例として残っている。

#### イングランドの装飾式、および垂直式

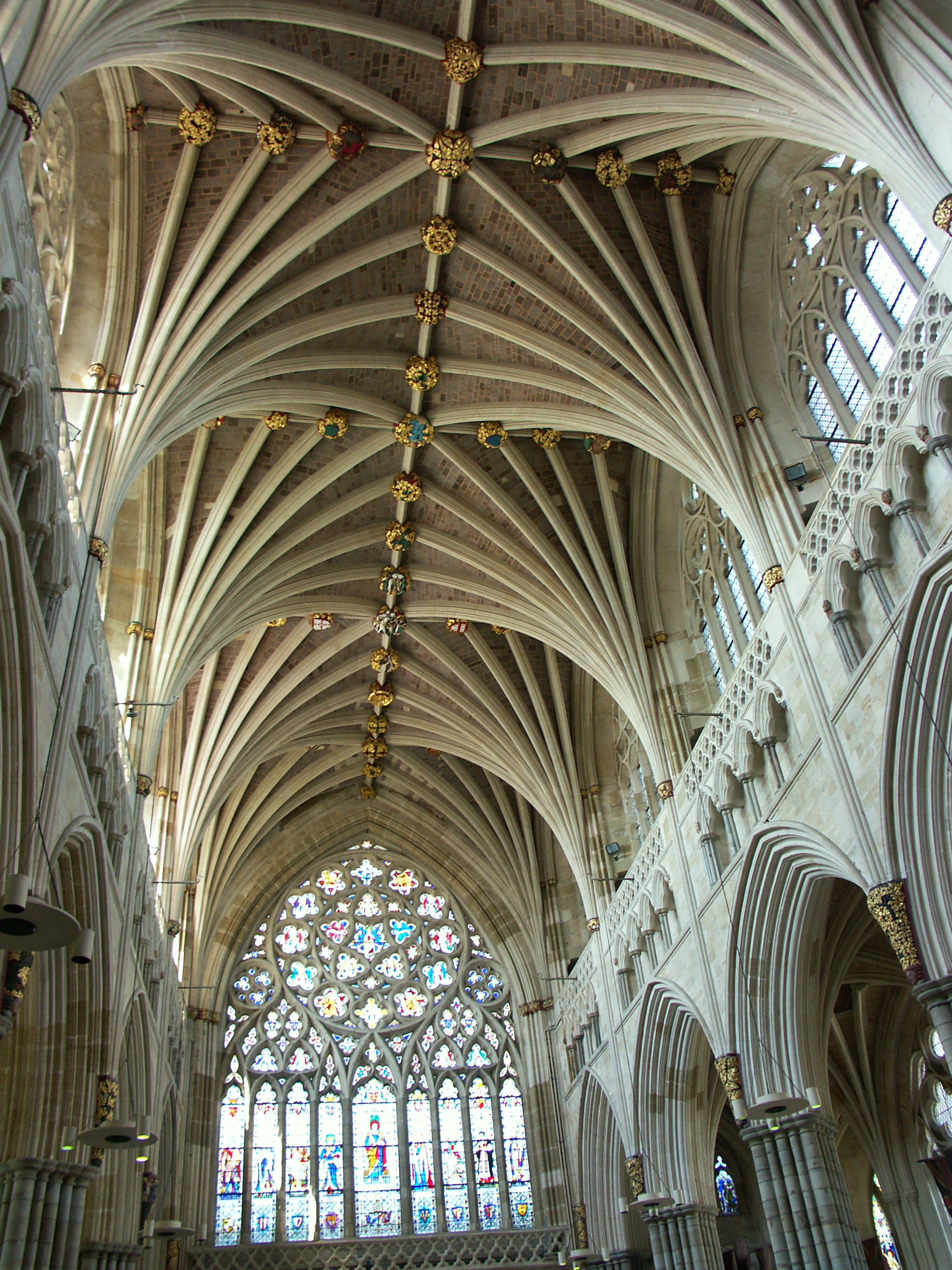
エクセター大聖堂の身廊とヴォールト

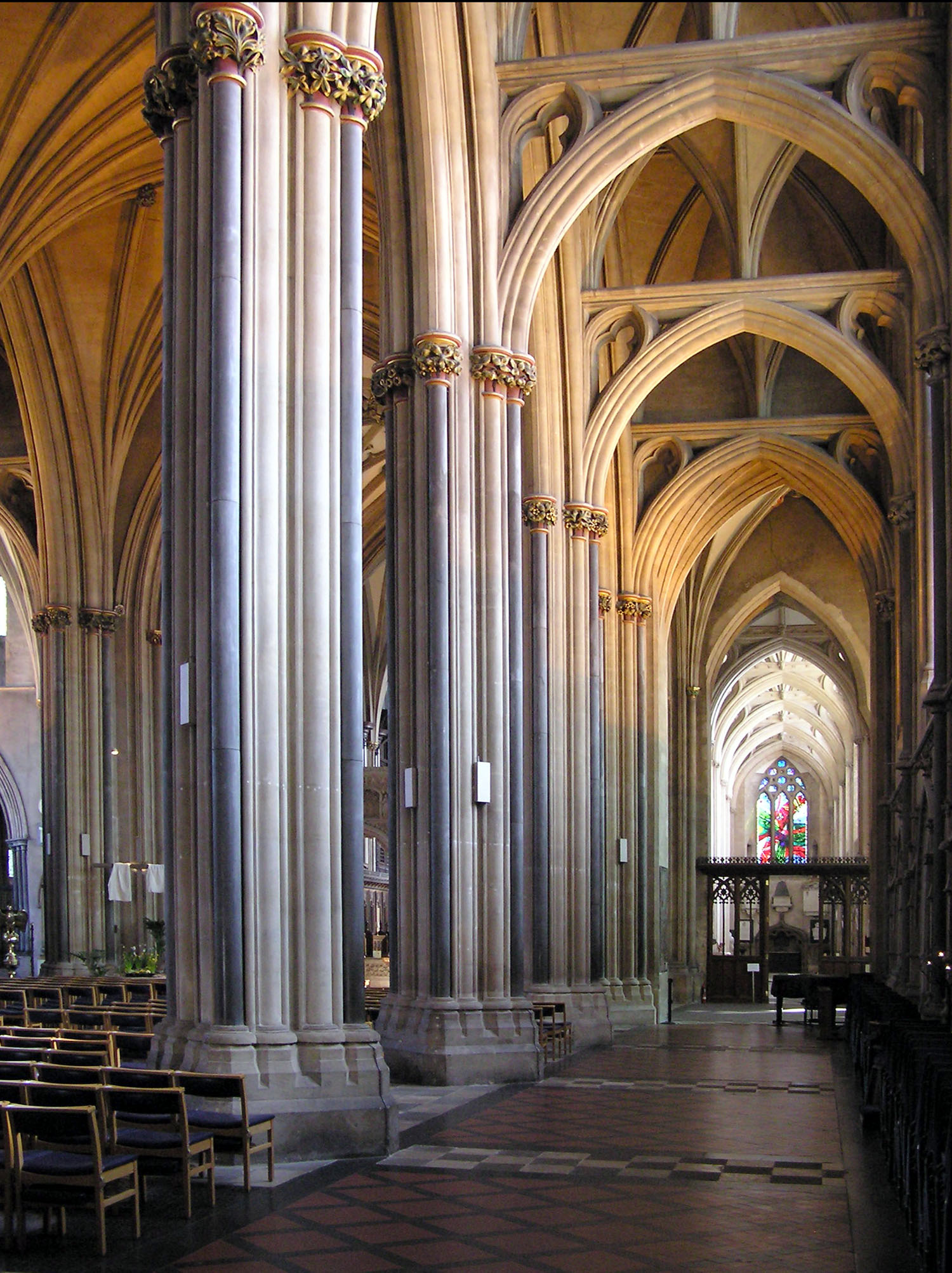
ブリストル大聖堂の側廊

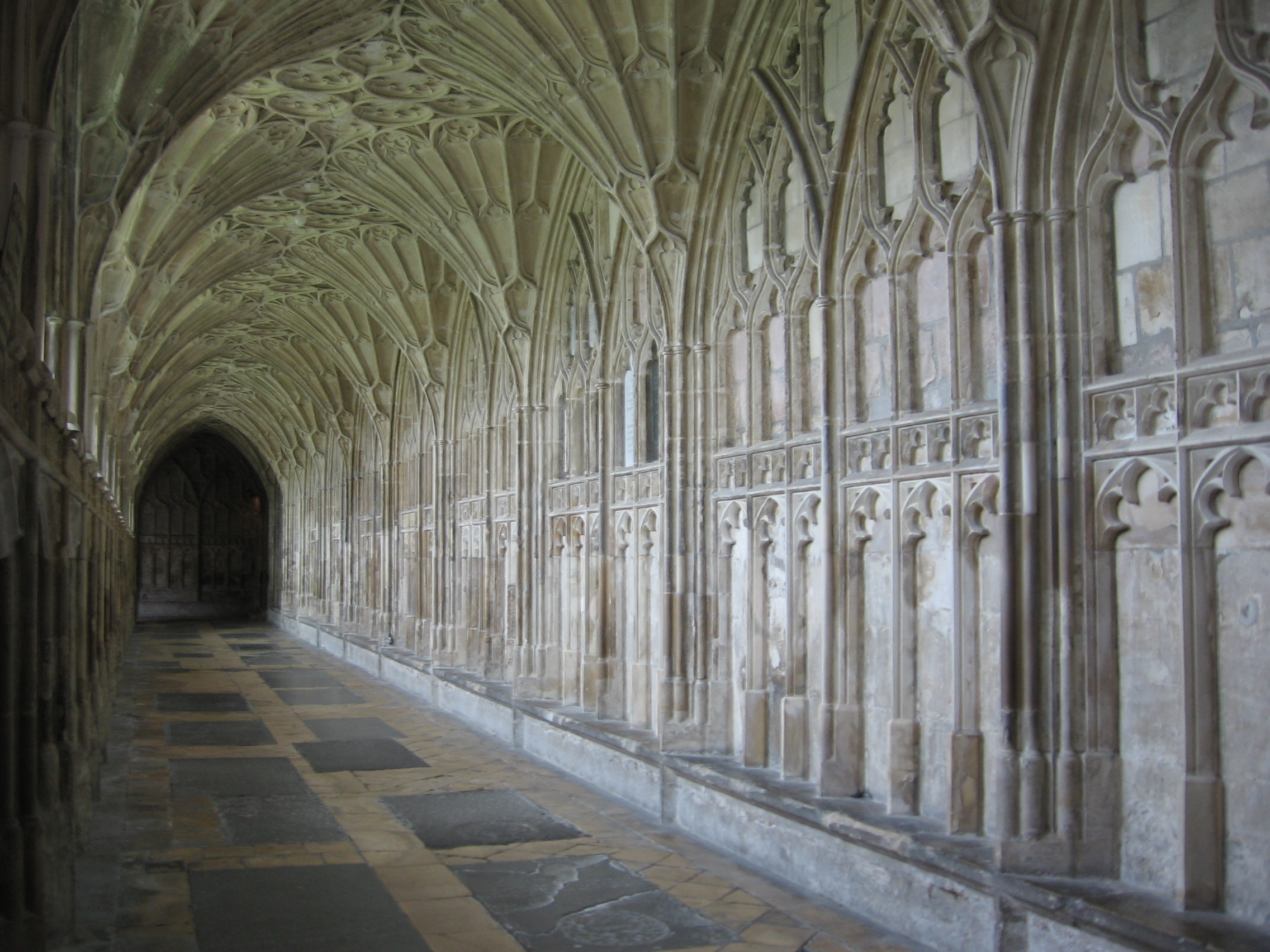
グロスター大聖堂回廊のファン・ヴォールト

後期において、発展的と呼べるゴシック建築の潮流は、フランス本土ではなくむしろイングランドのゴシック建築であった。
イングランドのゴシック建築は、伝統的に3期に分けられる。アーリー・イングリッシュに続き、1290年以降に装飾式（decorated gothic）と呼ばれる建築、そして1330年頃から垂直式（prependicular gothic）と呼ばれる建築が発達した。
イングランドでは、大陸のフライング・バットレスをあまり採用せず、つねに壁の厚さを想起させる意匠を好み、また、多くの場合、湾曲したアプスではなく平たい東端部を採用した。ほっそりしたプロポーションと薄い壁の意匠を意識した例外的な作例は、ウェストミンスター・アビーのほか数えるほどしかない。装飾式の意匠は、このような傾向のなかで形成されたイングランド独自のゴシック建築であった。
1280年から1290年の間に起工されたエクセターの大聖堂は、初期イギリス式の典型的な平面を持つが、ヴォールトを支える（ように見える）リブは、アーケード柱頭の持ち送りの上から伸びており、身廊立面は垂直に伸びる線的な要素よりも、面的に見える。イングランドでは大きな窓面が好まれたため、この大聖堂でも湾曲したアプスはなく、大きなステンドグラスを持つ平面的な後陣が採用されている。1290年に起工されたヨークの大聖堂（York Minster）、リッチフィールドの大聖堂などは、エクセターと全く同じ構成で、ほとんど同じ印象を受ける
イギリスのゴシック建築、国民的様式とされたのが、いわゆる垂直式である。イングランド南西部とロンドンでほぼ同時期に見られるため、どちらをその起原とするかについては議論がある。あえて直角的構成を採用するなど、大陸のゴシック建築の規範から隔たった概念のもとに形成されているのだが、特にファン・ヴォールトを用いる場合は、天井を支えるのにヴォールトを必要としなかったという点で、すでにゴシック建築ですらない。
1298年に起工し、1341年に完成したブリストルのセント・オーガスティン大聖堂は、バシリカ型ではなく、広間型の平面を持ち、側廊と身廊の高さが同じためクリアストーリが欠如している。従って、内部空間は両者を鮮明に区分することはない。また、ブリストルの建築家たちは、ゴシック建築特有の構成を驚くほど自由に操作し、束ね柱をヴォールトにまで伸ばして、リブ・放射リブ・枝状リブという三段階のヴォールト架構を用いた。側廊の荷重は、簡素な方杖によって横断アーチに渡されておりこれがトンネルのヴールトを形成している。
荷重を方杖によって簡潔に伝達し、これに美的効果をもたらしている最も印象的な例は、ウェルズの大聖堂である。1338年に、交差廊の上部に光塔の建設が計画されたが、この際、塔の荷重を支えるため、交差廊と身廊との間に巨大な方杖が架けられた。その形の奇妙さと大胆さは、大変強い印象を与える。
一方で、ヴォールトに対する自由な発想は、グロスターの大聖堂回廊などにも生かされている。グロスターの回廊はファン・ヴォールト（扇形ヴォールト）を用いており、そこに交差リブヴォールトに覆われたゴシック建築の典型的な構成を見ることは不可能である。垂直様式では、交差リブヴォールトが全く捨てられたわけではなかったが、多くの場合、多数の辻飾りが設けられており、その印象は木々の枝張りに例えられたネット・ヴォールトと変わらないものとなった。垂直式のリブはヴォールト架構とはもはやなんらの関係性もなく、構造的合理性で説明できるものではない。
垂直式における最高傑作として名高いのが、ウェストミンスター寺院の東端にあるヘンリー7世礼拝堂である。壁面を埋め尽くす装飾は、ほとんど櫛の目を見るようであり、また天井からは、鍾乳石を思わせる石飾りが、幾つも垂れ下がっている。ここでは本来、石造建築における力学的な都合から誕生したヴォールトが、ほとんどその力学を無視するかのような装飾へと発展している。

#### 神聖ローマ帝国とポーランド・リトアニア共和国

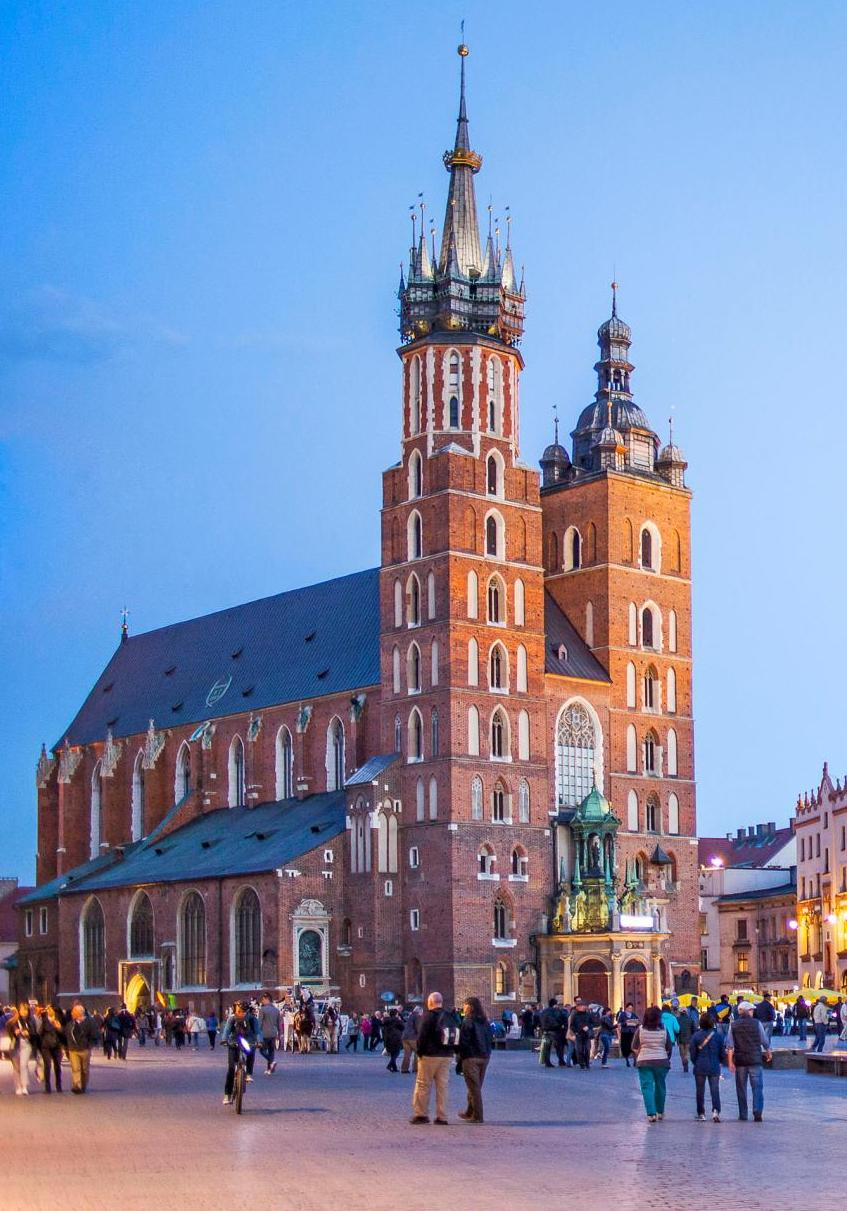
クラクフ（ポーランド）、聖マリアのバシリカ
煉瓦造ゴシック

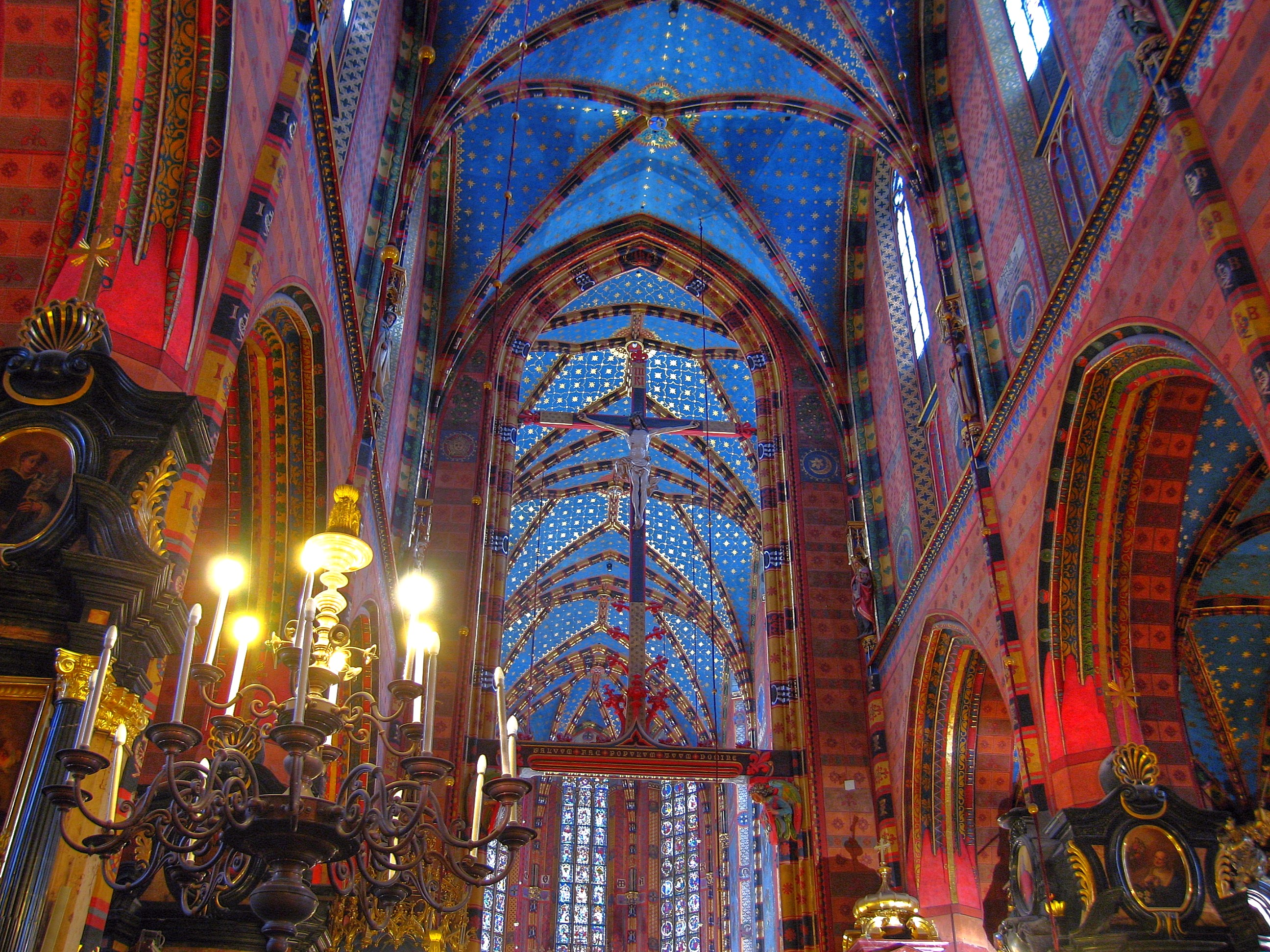
クラクフ（ポーランド）、聖マリアのバシリカの身廊

神聖ローマ帝国では、1230年頃まで、特に西方地域でゴシック建築への反抗が根強く見られた。彼らはゴシック建築に無関心というわけではなく、いくつかの教会堂ではゴシック建築から採用されたと思しき装飾も見られるが、あくまで部分的な採用に止まり、構造的・美術的な原理としてゴシック建築を全面的に用いるということがなかった。バーゼルの大聖堂、リンブルク・アン・デア・ラーン大聖堂、ボンの大聖堂など、12世紀と13世紀初頭までのこのような傾向を持つ建築物をトランジション・スタイル（移行様式）と呼ぶこともある。
13世紀の中期から後期にかけて、帝国内でフランスのゴシック建築が定着することになったが、その伝播はいくつかの芸術の中心地からバラバラに広がる傾向にあったため、ゴシック建築の発展状況は、帝国の政治状況と同じく斑模様である。
いくつかの芸術的中心地を挙げると、まず、ハンザ同盟の市民によって競うように建てられた巨大建築物のひとつ、リューベックのマリーエンキルヘが挙げられる。これは13世紀末から14世紀初頭にかけて、バイエルンとプロイセン、ポーランド、デンマーク、スウェーデン、フィンランドなどで、一般にバックスタイン・ゴーティック（煉瓦造ゴシック、ブリック・ゴシック）と呼ばれる建築を広めるきっかけとなった。構造として煉瓦を用いているため、細かい装飾は省かれ、むしろ構造を率直に表現する意匠となっている。この様式は北部ドイツからポーランド・リトアニア共和国の領域を中心として分布している。
1235年に身廊の建設が着工されたストラスブール大聖堂は、14世紀になっても依然として帝国内で最大の建築工事として続行しており、これは15世紀中期にまで及んだ。サン＝ドニ大聖堂とトロワ大聖堂を規範とした身廊を持つ大聖堂の造営工事は、14世紀半ばに技巧的には最盛期を迎え、エスリンゲンのフラウエンキルヒェやウルムの大聖堂など、アルザスやライン川上流部に影響を与えた。1400年代に建設されたストラスブールとウルムの西側両尖塔に見られる独特の形状は、その図像芸術からヴァイヒャー・シュティル（Weicher Stil 、柔軟様式）とも呼ばれる。建築自体の影響力は、地域的には限定されていたものの、建築組合の影響は広がりを持っていたらしく、1459年には、ウィーン、ケルン、ベルン、プラハなどの大聖堂の建築工事が、ストラスブールの建築組合によって管理されることが決定した。ただし、この決定が建築の造営にどの程度影響を与えたのかはあまり明確ではない。
1248年に建設が開始されたケルン大聖堂もストラスブールと比肩しうる大規模工事で、フランスのアミアン大聖堂に依拠し、装飾についてはフランスを凌駕するほど壮麗な部分もある。この大聖堂の影響はラインラントに限られるが、オッペンハイムの大聖堂、バヒャラッハのヴェルナーカペレなどの技巧性の高い教会堂が残る。アーヘン大聖堂内陣もまた、ケルン大聖堂とパリのサント・シャペルの影響を受けたもので、カペッラ・ウィトレア（ガラスの祭室）と呼ばれる。

#### イタリア半島のゴシック建築

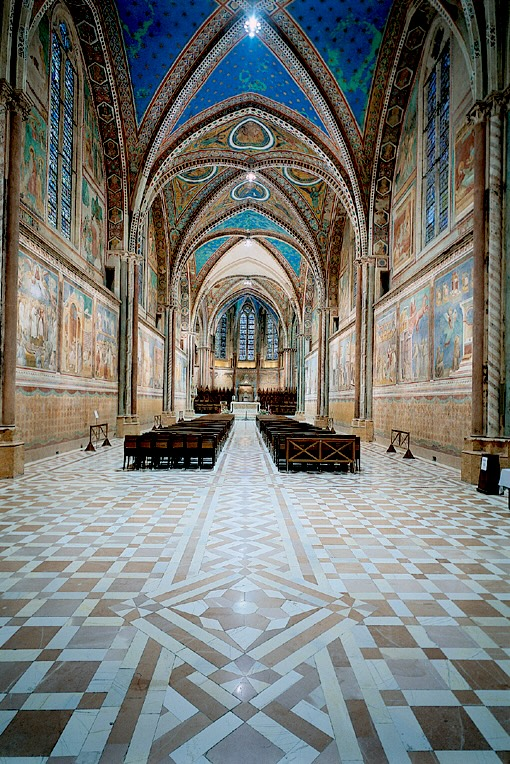
アッシジのサン・フランチェスコ聖堂身廊

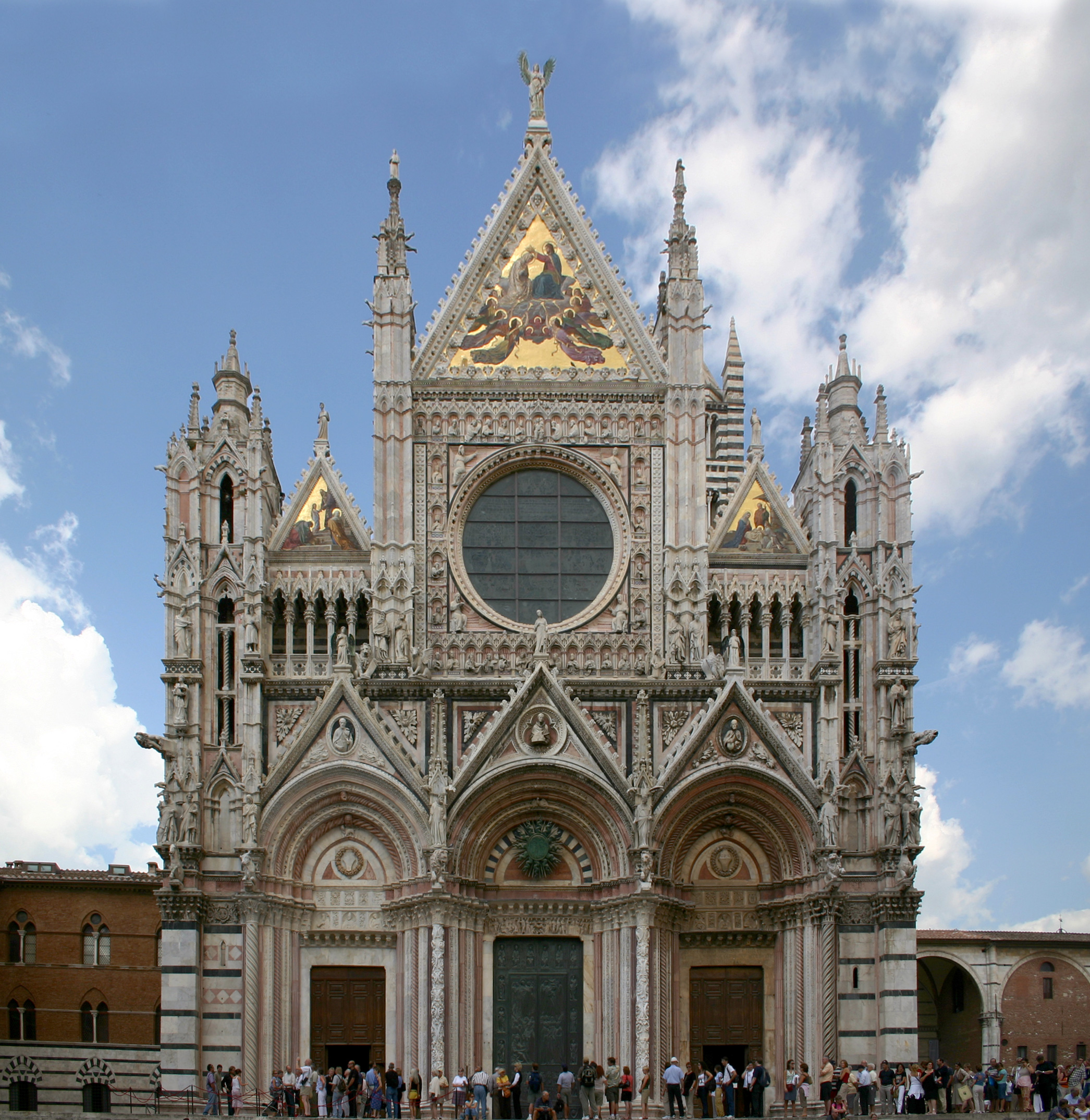
シエーナ大聖堂のファサード

イタリア半島では、概してゴシック建築への反応は冷淡なものであったが、フランシスコ会とドメニコ会の活動によって、13世紀中期から、北、および中央イタリアである程度導入されるようになった。
ゴシック建築の影響を受けたイタリア最初の建築物は、1228年に起工されたアッシジのサン・フランチェスコ聖堂である。ロマネスク建築に見られる単廊式の平面であるが、尖頭リブ・ヴォールトとこれを支える束ね柱、そして内部空間の一貫性は、ゴシック建築を取り入れた独創性の高いものとなっている。ただし、フランスのゴシック建築のように、薄い壁を形成するための構造的な努力はまったく見られず、また、フレスコ画を描くために都合が良いためと思われるが、イングランドのような壁を彫り込むような造形への関心も薄い。従って、サン・フランチェスコは、ゴシック建築というよりも、ゴシック建築の造形を取り入れることによってロマネスク建築の伝統から脱却した教会堂であると言える。
13世紀になっても、イタリアでは典型的なゴシック建築はめずらしい存在であった。1230年頃に着工されたパドヴァのサンタントニオ大聖堂はロマネスク建築とビザンティン建築の混成様式であるし、1250年頃に起工されたシエーナの大聖堂などは、ファサードを除くとほとんどロマネスク建築のままである。オルヴィエートの大聖堂も、ファサードは美しいゴシック芸術の作品であるが、内部はシエーナと同じロマネスク建築である。
ただし、ゴシック建築の空間が全く無視されていたわけではない。13世紀イタリアでゴシック建築とみなしうる教会堂がフィレンツェに存在する。ドメニコ会が1279年に創建したフィレンツェのサンタ・マリア・ノヴェッラ聖堂は、以後トスカーナ地方で建設されるゴシック建築にきわめて大きな影響力を持った教会堂建築であった。側廊が高いため小さな丸いクリアストーリしかない身廊は、装飾がほとんどなく、柱間が広くとられているので、フランスのゴシック建築に比べてゆったりとして簡素な印象である。
サンタ・マリア・ノヴェッラ聖堂のようなゴシック建築のスタイルは、以後トスカーナのゴシック建築に受け継がれた。これは1300年頃に設計されたフィレンツェのサンタ・クローチェ聖堂と、1294年に着工されたサンタ・マリア・デル・フィオーレ大聖堂の身廊を見れば明らかである。サンタ・クローチェ聖堂の造営はフランチェスコ会によるもので、サンタ・マリア・デル・フィオーレ大聖堂には規模的にやや劣るものの、北ヨーロッパの大聖堂に匹敵する大きさである。シトー会の修道院建築から着想されたと思われるデザインで、これを構想したのはサンタ・マリア・デル・フィオーレ大聖堂と同じくアルノルフォ・ディ・カンビオであると考えられている。両教会堂の簡素で広々とした空間は、しばしばフランスのゴシック建築の美意識と対立するものとみなされ、ルネサンス建築の先駆けとも評される。1322年から開始されたシエーナの大聖堂拡張工事も、完成していれば、おそらくトスカーナのゴシック建築の最良の作品のひとつになったと考えられる。
北イタリアでは、14世紀初頭まで宗教建築そのものがあまり重要性を持たなかったが、ビザンティン建築の伝統から脱却しつつあったヴェネツィア共和国では、他の北イタリアに先駆けて、やはり修道会によってゴシック建築が導入される。14世紀初頭に起工されたドミニコ会のサンティ・ジョヴァンニ・エ・パオロ聖堂と、フランシスコ会により1330年頃に起工されたサンタ・マリア・グロリオーサ・ディ・フラーリ聖堂が、その代表的な建築物である。
14世紀後半になると、北イタリアでもようやく大規模な宗教建築が建立されるようになる。1387年には、イタリア・ゴシック建築で最も有名なミラノの大聖堂の建設が始まった。この大聖堂は、中世の建築物としては非常に珍しいことだが、設計過程から職人との詳細なやり取りまで、建設に関わる綿密な記録が残っており、イタリアのみならず、フランス、ドイツでのゴシック建築に対する認識を知ることができる。構造と美術的な審議は1401年から始まり、パリから招かれた審議員はフランス伝統の古典ゴシックの形態を、ドイツ人の審議員は突き抜けるような垂直性の高いプロポーションを、イタリアの審議員は幾何学から導かれる幅の広いプロポーションを主張したことが読み取れる。結果的に、この大聖堂はイタリア独自のゴシック建築というよりも、各国のゴシック建築の美意識を取り入れた折衷的性格の強いものとなっている。しかし、1858年まで延々と工事を行ってきたにもかかわらず、全体としての完成度はたいへん高く、19世紀に追補されたファサード部分もゴシック・リヴァイヴァルの最高傑作として名高い。
イギリスのゴシック建築
イギリスではゴシック建築が12世紀末から16世紀中頃までと、ヨーロッパで最も長く展開した。さらにその伝統は19世紀まで途絶えることなく、18、19世紀のゴシックの復興もそれに起因したといえる。ゴシックの特徴のひとつであるリブ・ヴォールトをイギリスはいち早く採用したが、本格的なゴシックはフランスからもたらされた。しかし高さと垂直性を求めたフランスとは異なり、イギリスの志向はヴォールトなどの創りだす豊穣な空間性にある。
イギリスでは、フランスの工匠サンスのウィリアムがカンタベリー大聖堂の東端部を盛期ゴシック様式で建て、以後、この様式がチチェスター、ウィンチェスターの大聖堂の一部で採用されたのち、ウェルズ大聖堂、リンカーン大聖堂などでイギリス独特の形式を完成した。すなわち、これらの大聖堂は身廊部が比較的長大で水平性が強く、東端部がフランスの大聖堂のように半円形でなく直角に切られ、西正面には装飾的な障壁を設け、また修道院起源のものが多かったため、クロイスター（回廊）と八角形あるいは十角形の参事会員堂を備えていた。こうしたイギリス独自の様式を「初期イギリス式ゴシック」と呼んでいる。
イギリスの大聖堂の多くは修道院に付属し街なかから離れて建ち、修道院や参事会会堂などと複合体をなしている。平面はバシリカ形式だが、幅に対して奥行きが大きく、とくに内陣部分が長く取られる。時期的な変化は、ヴォールトと狭間飾りによく示されている。通常、その発展は初期イギリス式、装飾式、垂直式、テューダー式の4期にわけられるが、ひとつの時期で完成された例は少ない。

##### ハンマー・ビーム・トラス(hammer beam truss)
イギリスの中世建築の小屋組の一つで、壁の上端部から突き出した片持ち梁（ハンマー・ビーム）とアーチで構造体をつくり、横架材を省略して小屋組みそのものを必要としない構造。

## 特徴
一般にゴシック芸術と呼ばれているものに一貫して用いられる形態的、図像学的な特徴はなく、実際にはゴシックとは、芸術史家たちによって慣習的に使用される概念である。今日においても、ゴシック建築の定義づけが行われているが、その議論は多角的かつ複雑である。
客観的な特徴は内部的な高さと細さの誇張にある。必要以上に細い柱、石造天井、およびそれらを為し得る構造的特徴、具体的には交差リブヴォールトとヴォールトの横への応力を支持するための側壁または控壁（バットレス）となる。これらはそれぞれ東方に起原を持っている。尖頭アーチはサーサーン朝ペルシャ帝国において既に用いられており、控壁はビザンティン建築において主要構造として見られている。ゴシック建築に特有とされる特徴にはほとんどの場合独自に発明されたものはなく、それぞれを組み合わせた独自の美的感覚や空間性にある。

### 交差リブヴォールト
ゴシック建築の技術的な特徴は、11世紀に導入された尖頭アーチ、およびこれを構成する交差リブヴォールトである。ロマネスク建築において用いられた交差ヴォールトは、壁のうち四支点に荷重を架ける構造になっている。この場合、構造を安定させるためには、そのベイを正方形にしなければならなかった。長方形平面にヴォールトを架ける場合、各辺上と対角線上のヴォールトは、それぞれ異なった半径を持ち、かつ対角線上にあるヴォールトは、かなり潰れたものにならなければならない。これは構造上たいへん危険である。
ゴシック建築では、ベイに架けるアーチを尖頭型にすることによって、水平方向にはたらく荷重を軽減し、長方形のベイに対しては、単に角度の異なったアーチを架ければよいだけになった。また、これによって非常に高いヴォールトを架けることが可能になり、その高さは、ラン大聖堂で24m、パリのノートル・ダム大聖堂で35m、シャルトル大聖堂36.55m、ランス大聖堂37.95m、アミアン大聖堂では42.3mとなる。
アーチに付加されているリブは、ヴォールトを造営の際に重要な役割を果たしている。建設では、まずベイに対して横断アーチとリブが架けられるが、これは簡素な仮枠による支持で済む。天井面（セル）の造成は、すでに造られたリブに仮枠を取り付けて塗り込むだけなので、非常に経済的である。
この工法では、あたかもリブとセルが独立しているように考えられるため、19世紀のゴシック・リヴァイヴァルの際には、ヴィオレ・ル・デュクがリブを独立した構造体とみなし、ゴシック建築を構造露出型の正直な建築であると評価した。ただし、戦時中に爆撃を受けたゴシック教会で、リブが破壊された場合でもセルが単独で持ちこたえていた例があるため、今日では、リブは構造的な解決策というよりも、むしろ天井を軽く見せるという意匠的な意図のほうが重要であると考えられている。

### ゴシック建築の装飾
ゴシック建築の達成は、中世スコラ哲学の理念、つまり神を中心とした秩序を反映したことにあると言える。中世の人々にとっては事物の全てに象徴的な意味があり、故に、ゴシック教会を彩る様々な装飾は、聖職者たちの世界に対する理解そのものであった。彼らは、美を神の創造と同義であると考え、教会を装飾することを神への奉仕と捉えていた。従って、扉口のマリア像や聖ペテロ像、聖ニコラウス像、ステンドグラスに画かれたキリストの生涯といったものは、決して現代人の意味するところの「装飾」などではなく、石に刻まれた中世精神の表象なのである。

## 著名な建築物

### フランス
- サン＝ドニ大聖堂　（パリ）
- ノートルダム大聖堂　（パリ）
- シャルトル大聖堂　（シャルトル）
- ランス大聖堂 （ランス）
- アミアン大聖堂　（アミアン）
- ストラスブール大聖堂　（ストラスブール）

#### 画像集

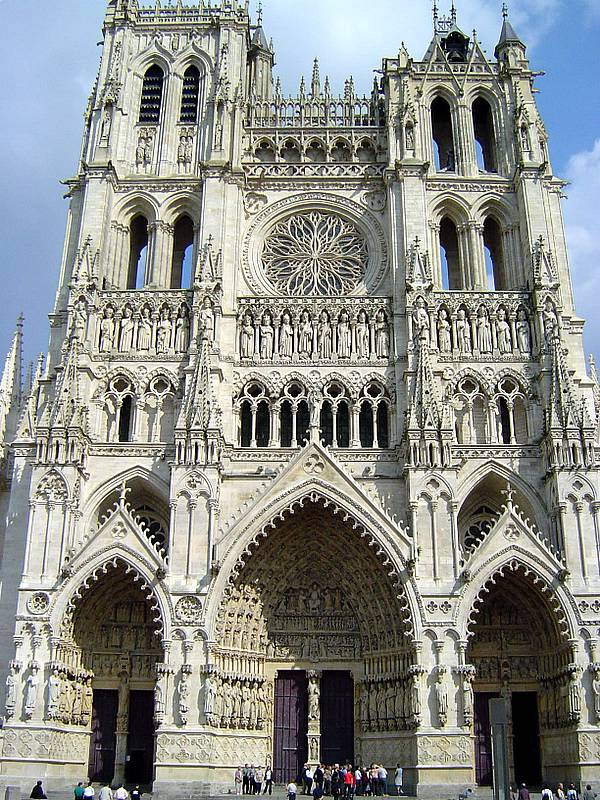
アミアン大聖堂
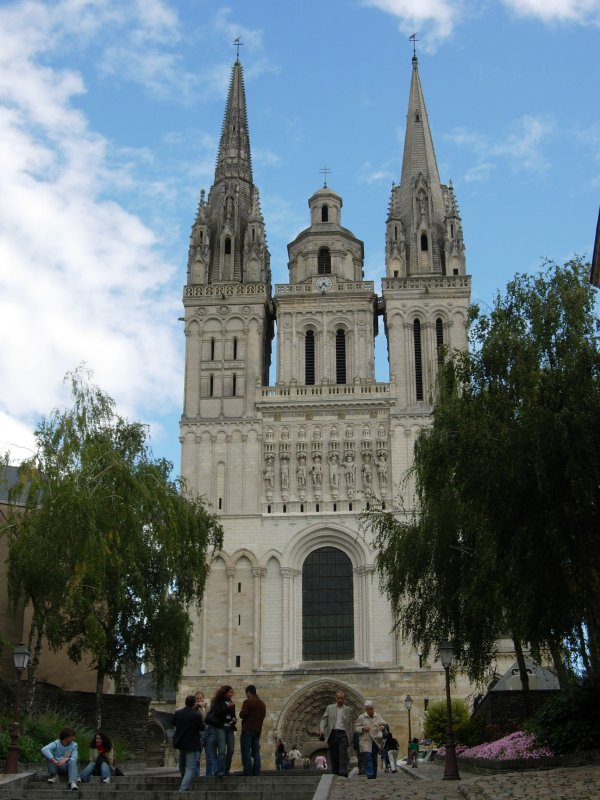
アンジェ大聖堂
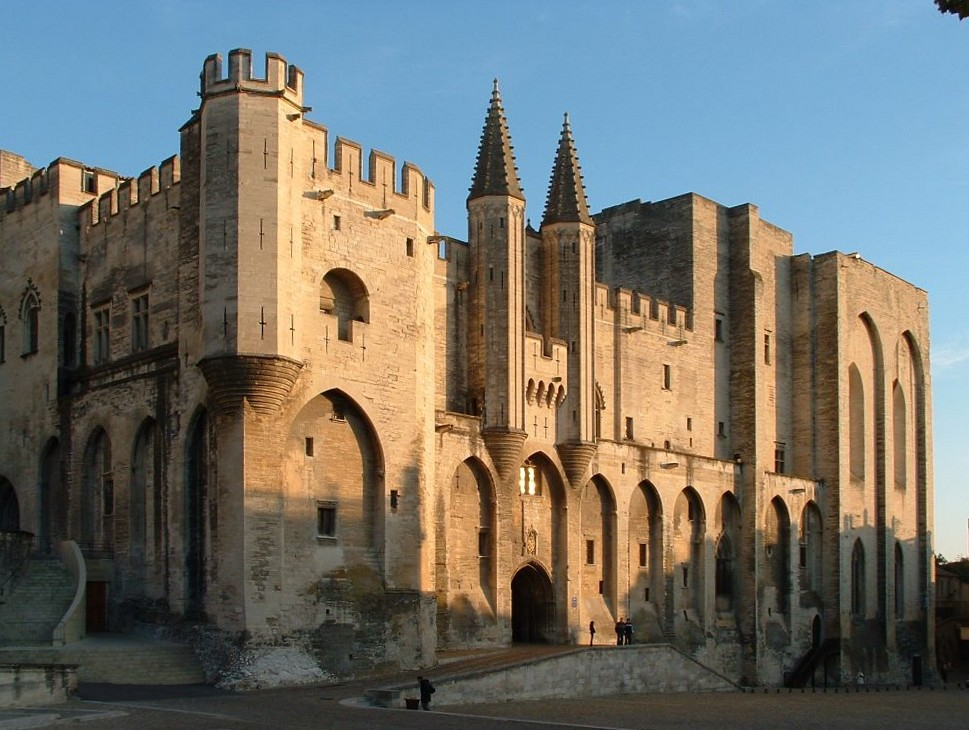
アヴィニョン教皇庁
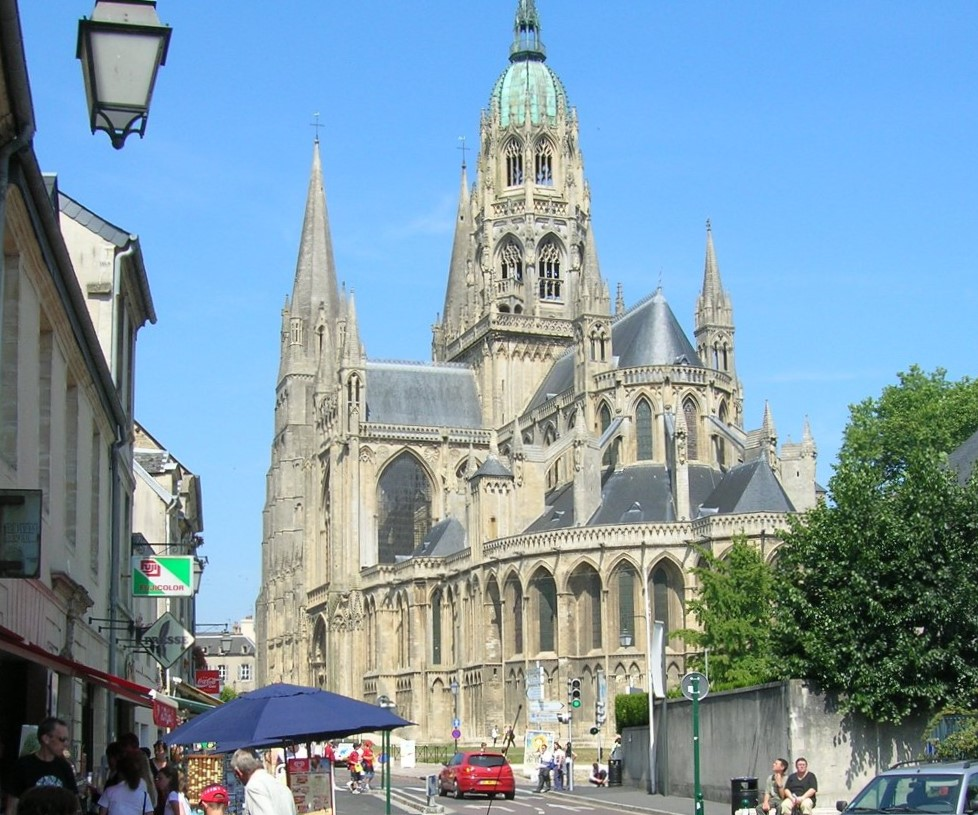
バイユー大聖堂
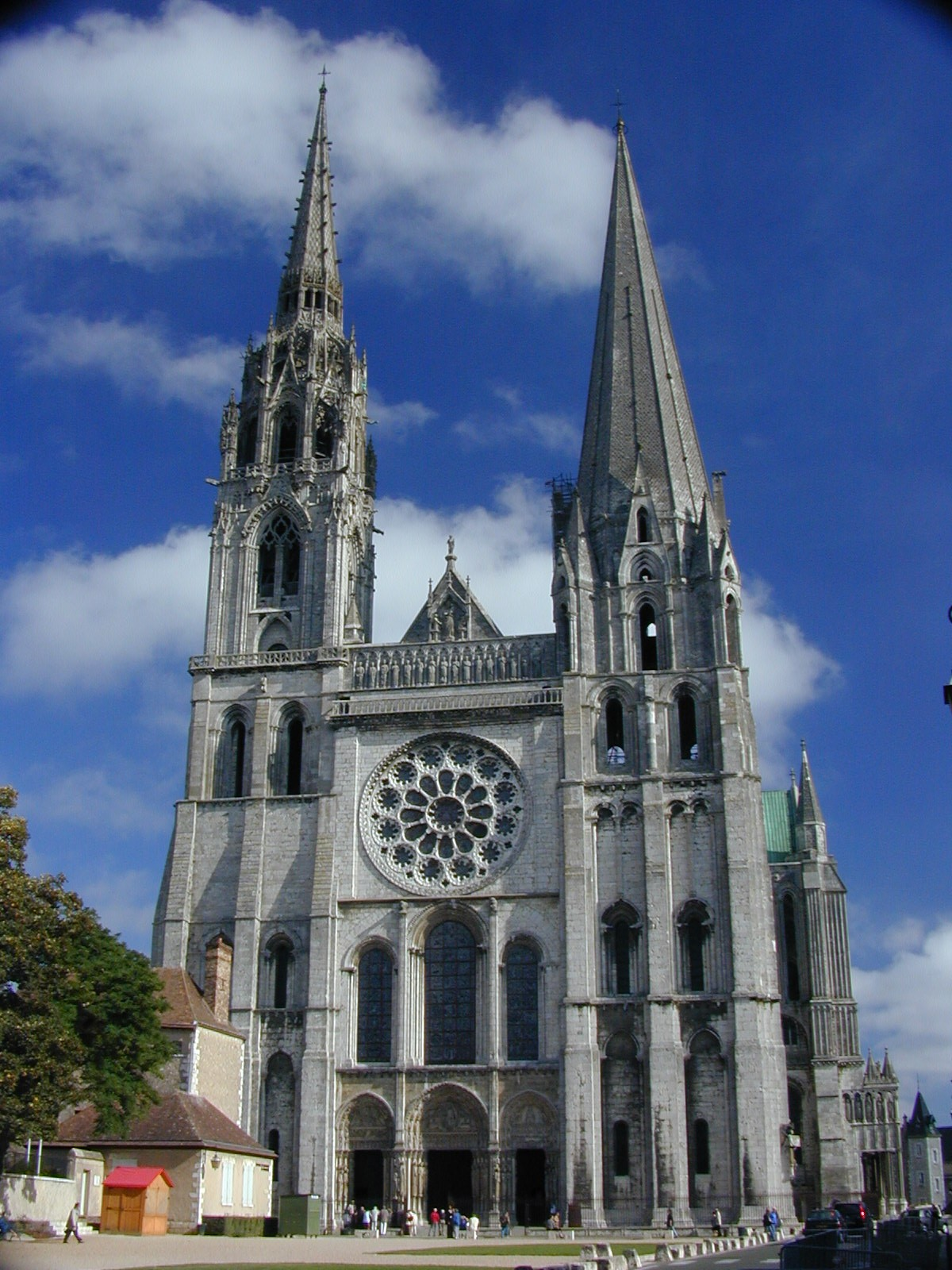
シャルトル大聖堂
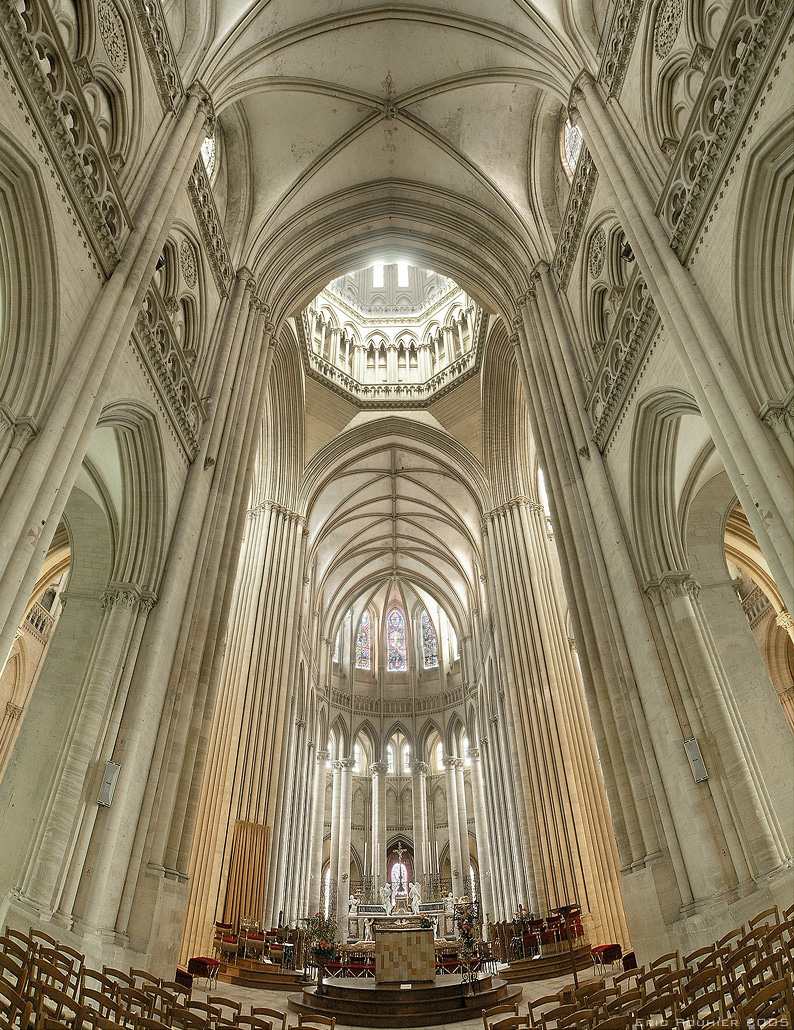
クータンセ大聖堂
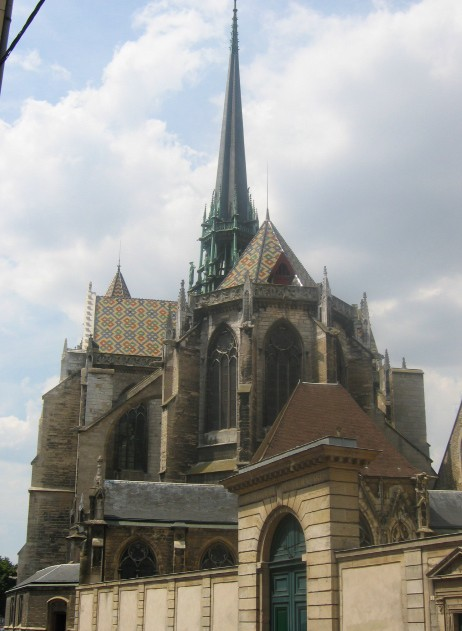
ディジョン大聖堂
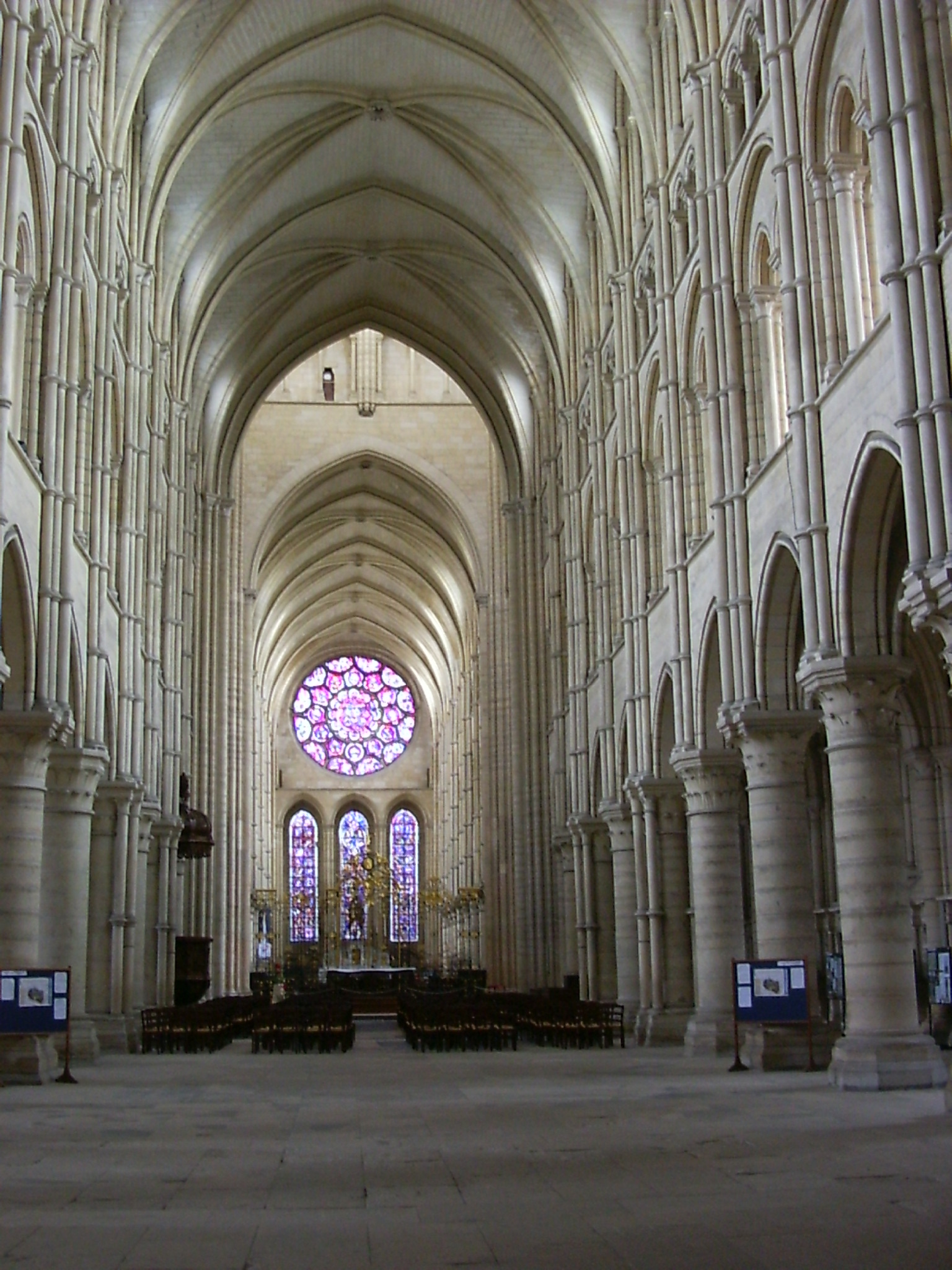
ラン大聖堂
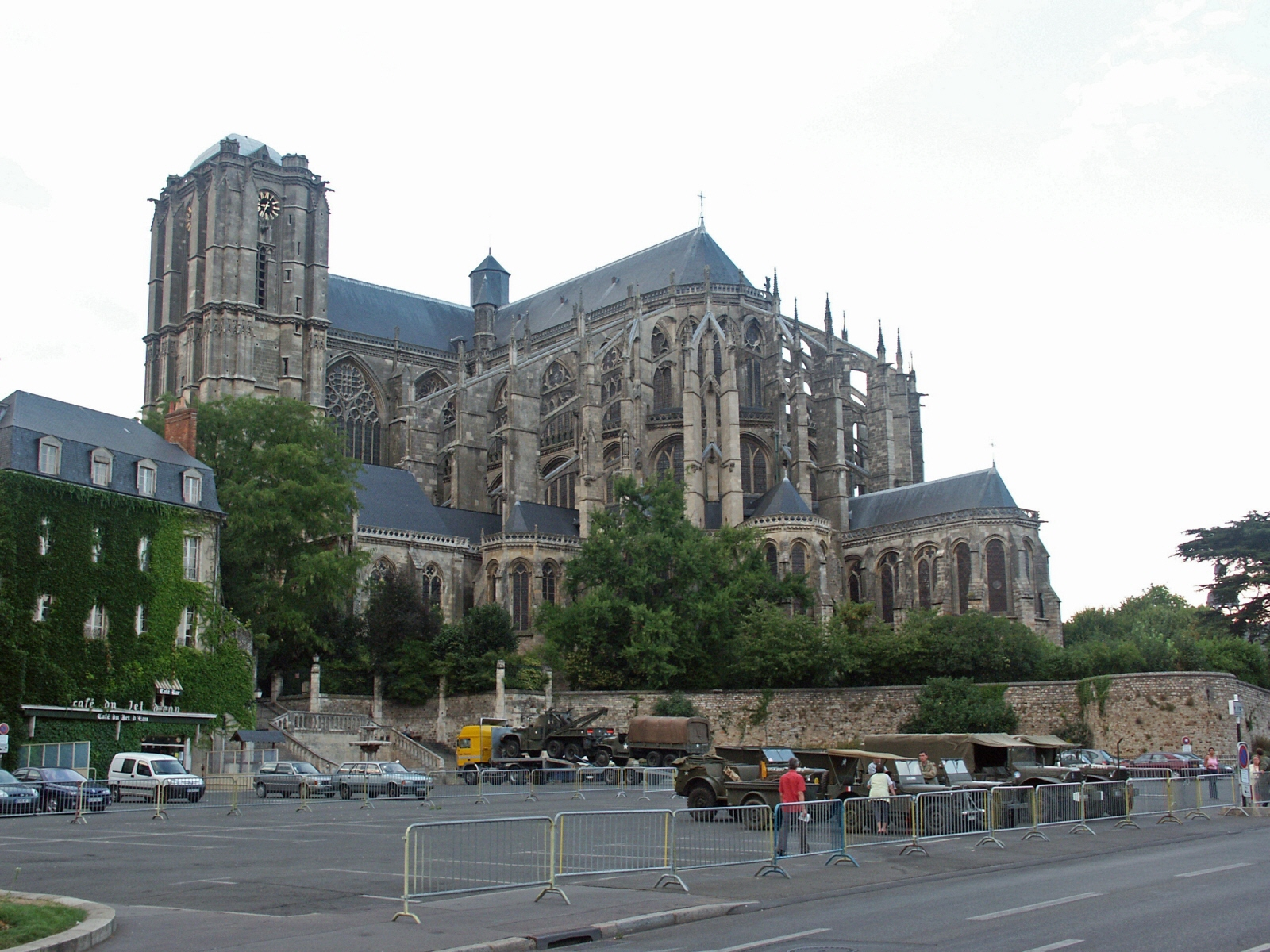
ル・マン大聖堂
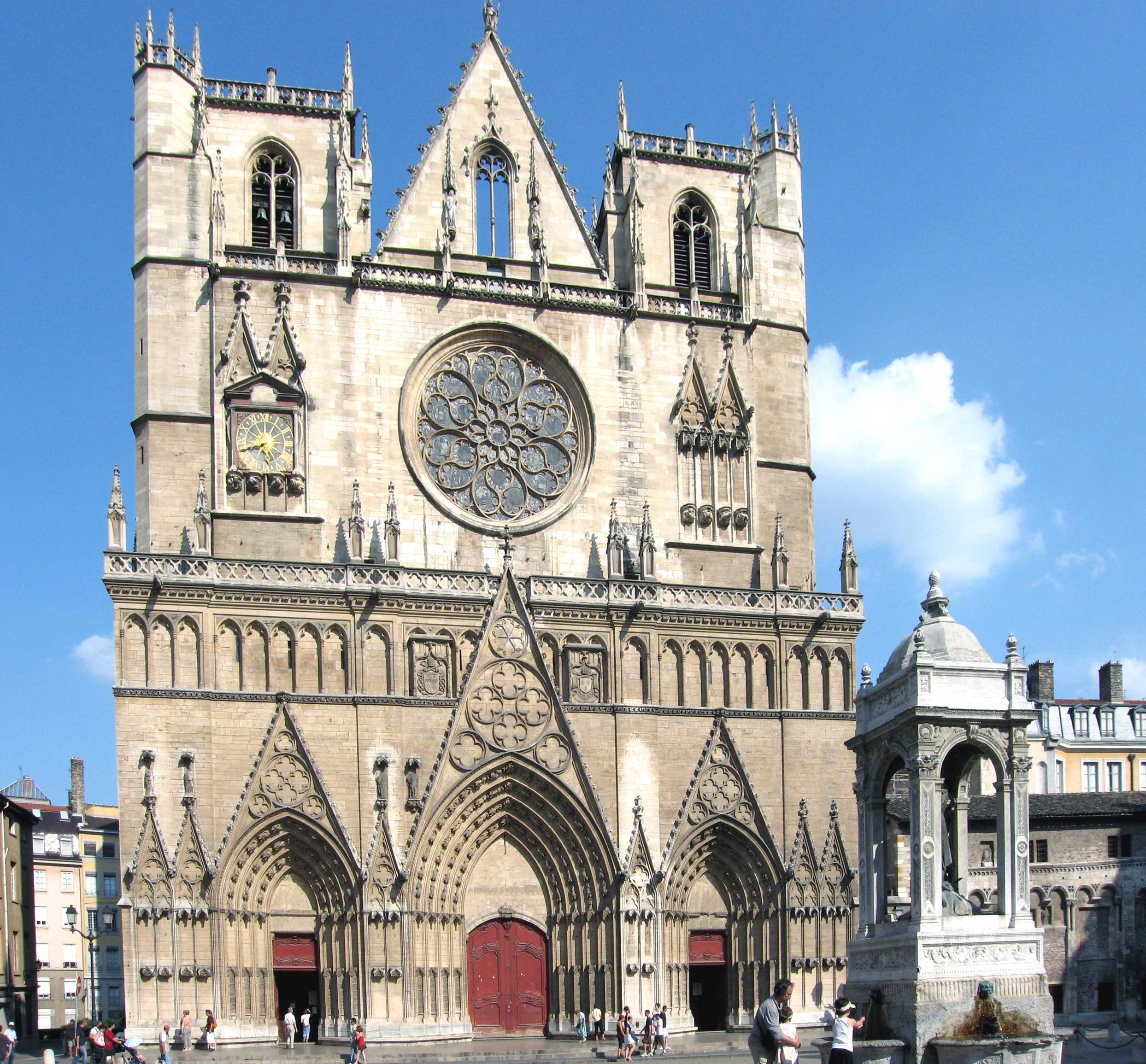
リヨンのサン・ジャン大聖堂
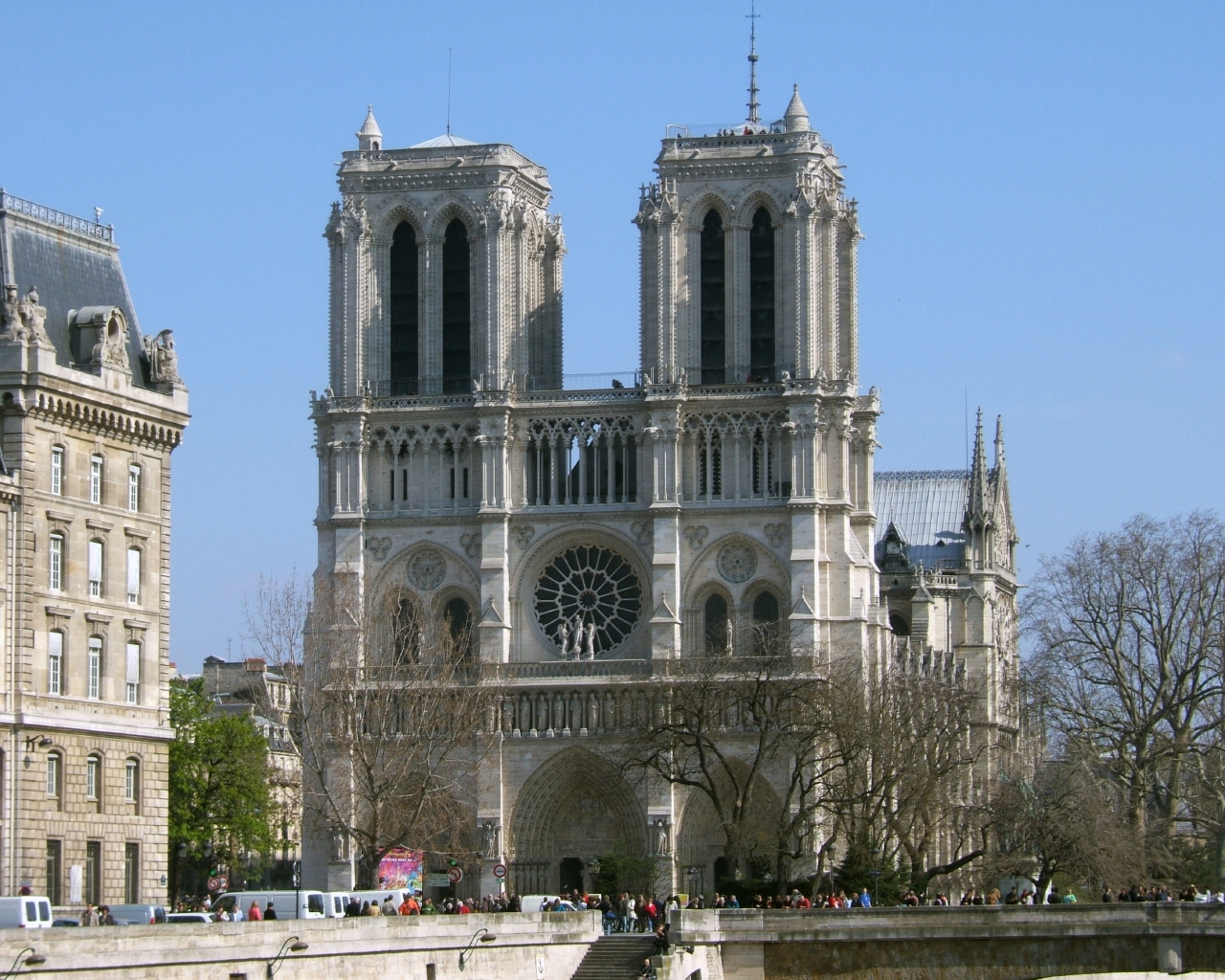
パリのノートルダム大聖堂
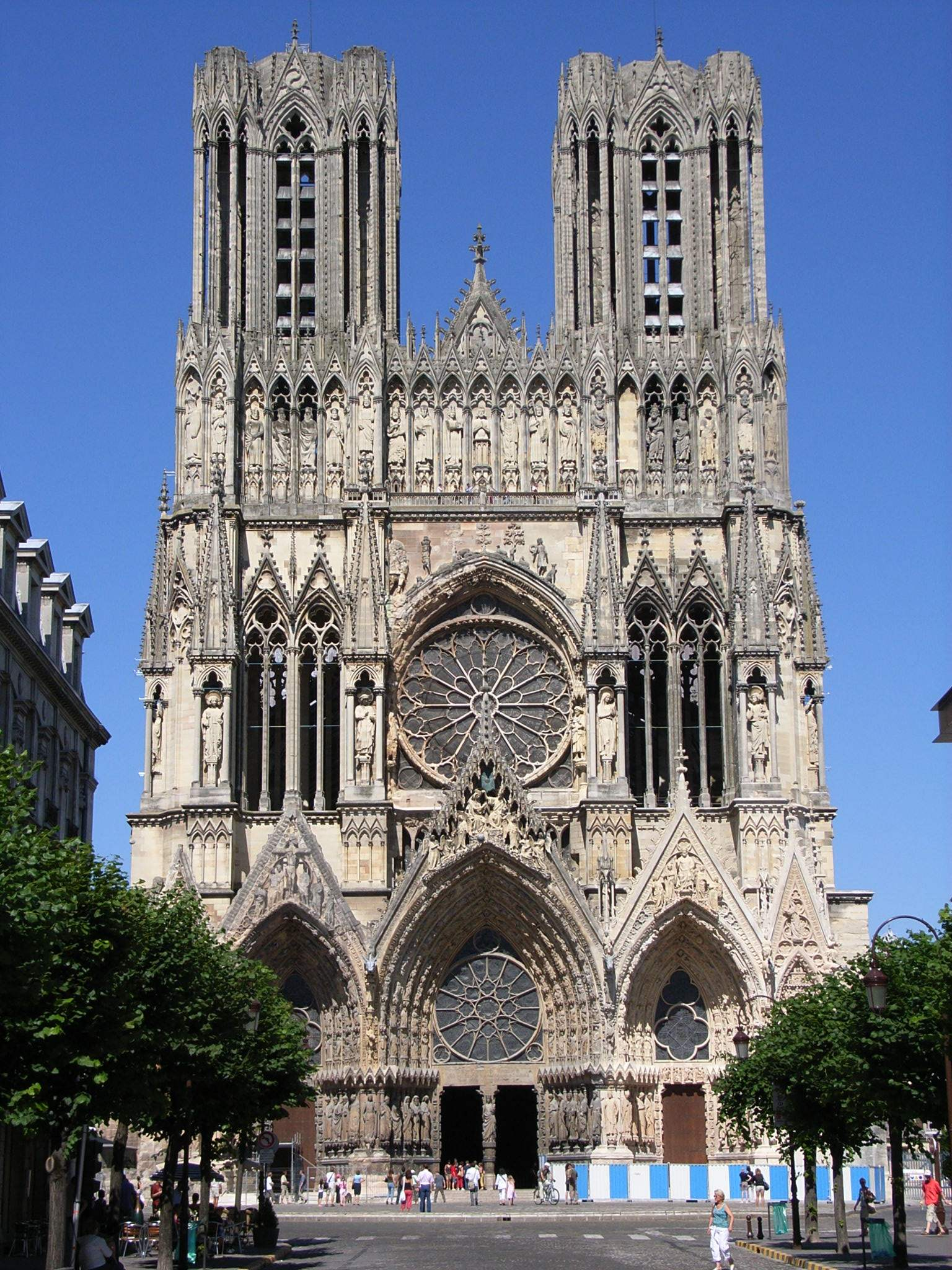
ランス大聖堂
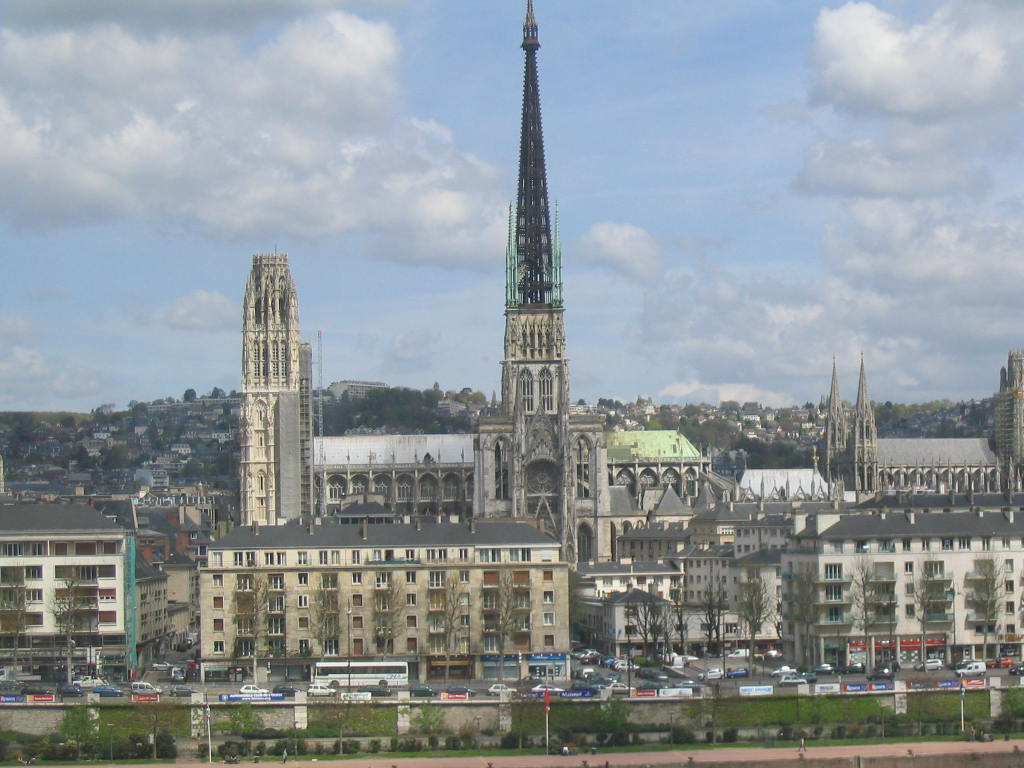
ルーアン大聖堂
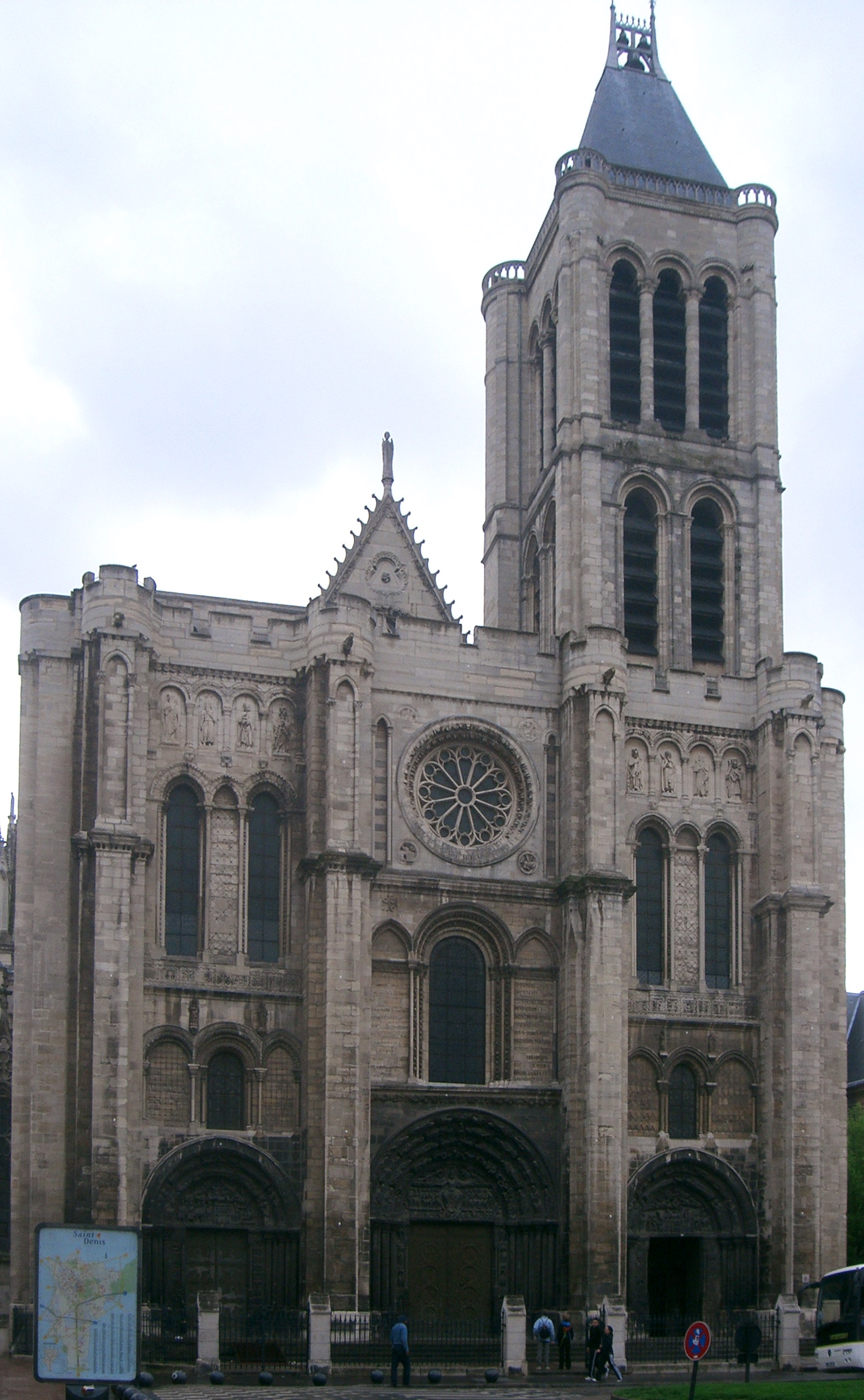
パリのサン・ドニ教会
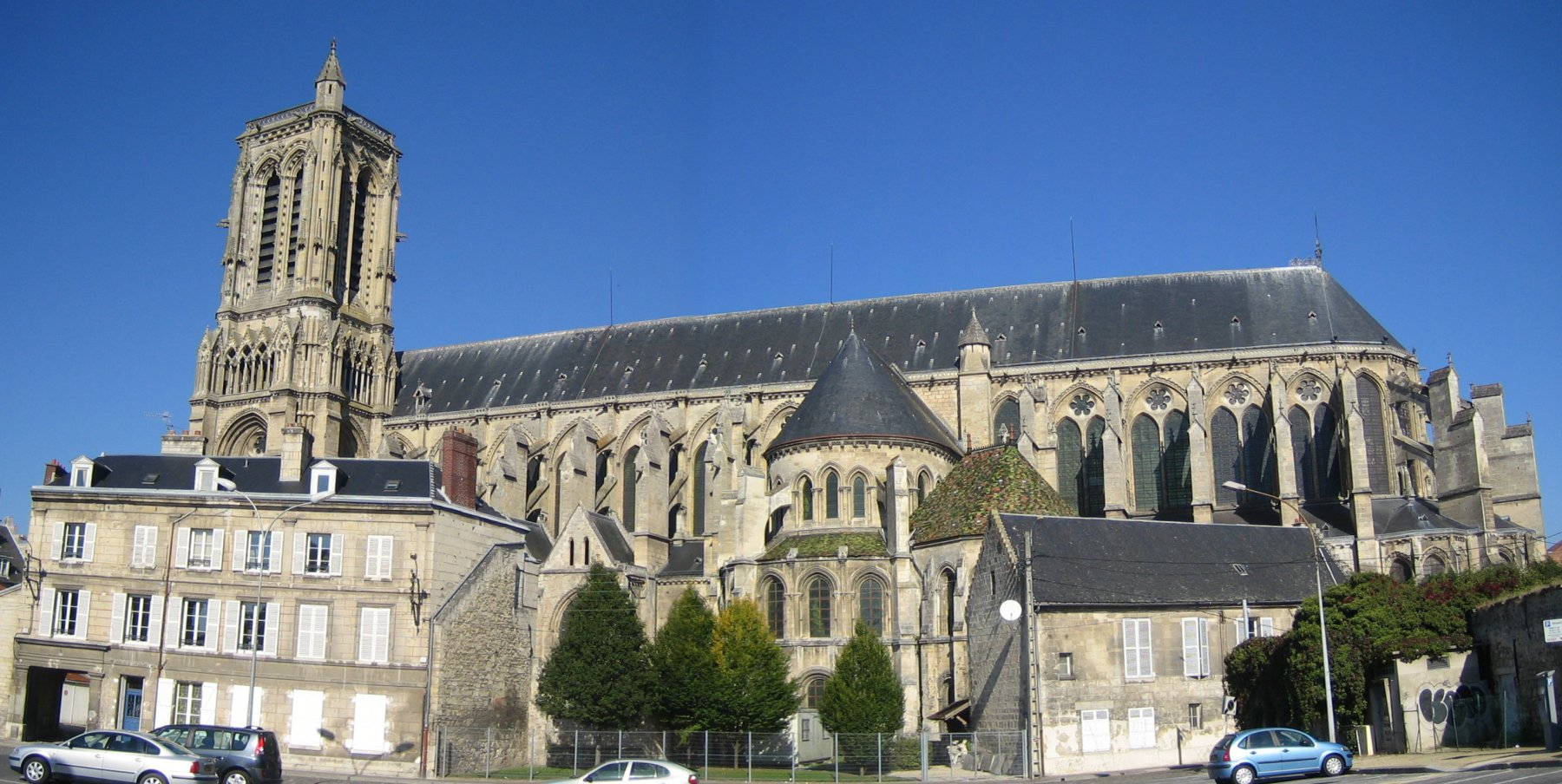
ソワソン大聖堂
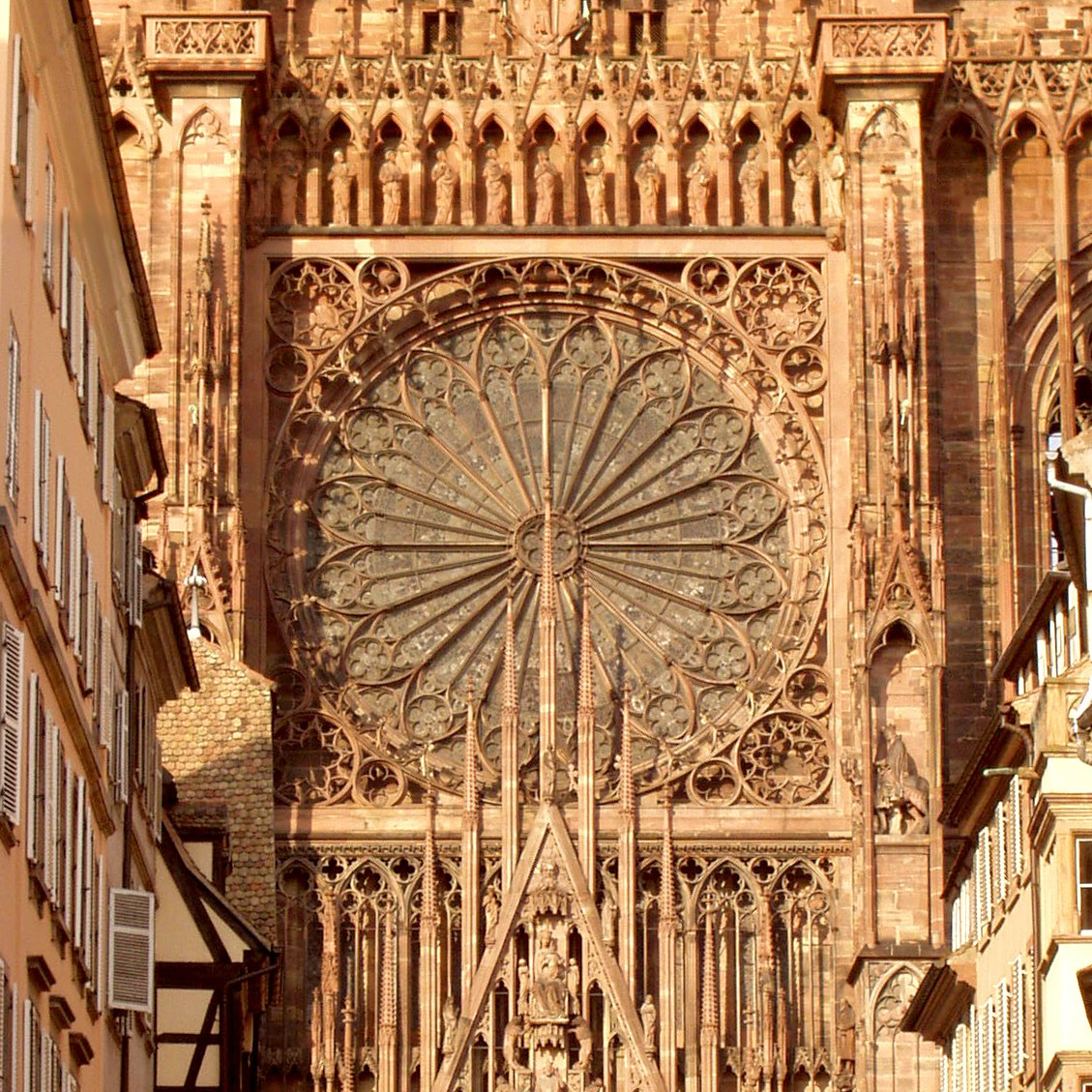
ストラスブール大聖堂
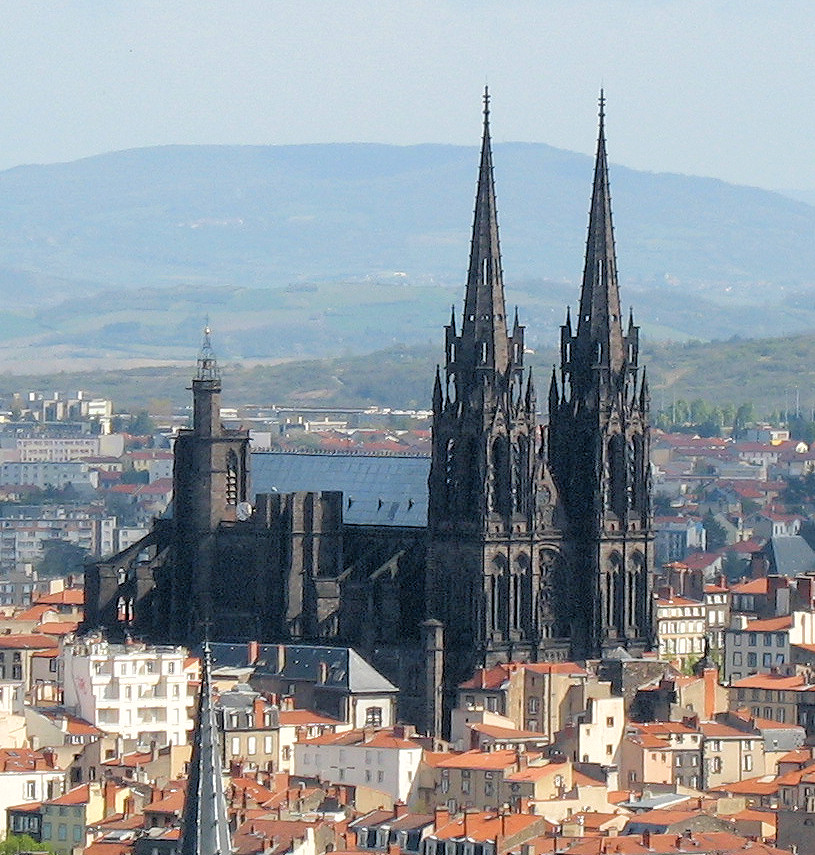
クレルモン＝フェラン大聖堂
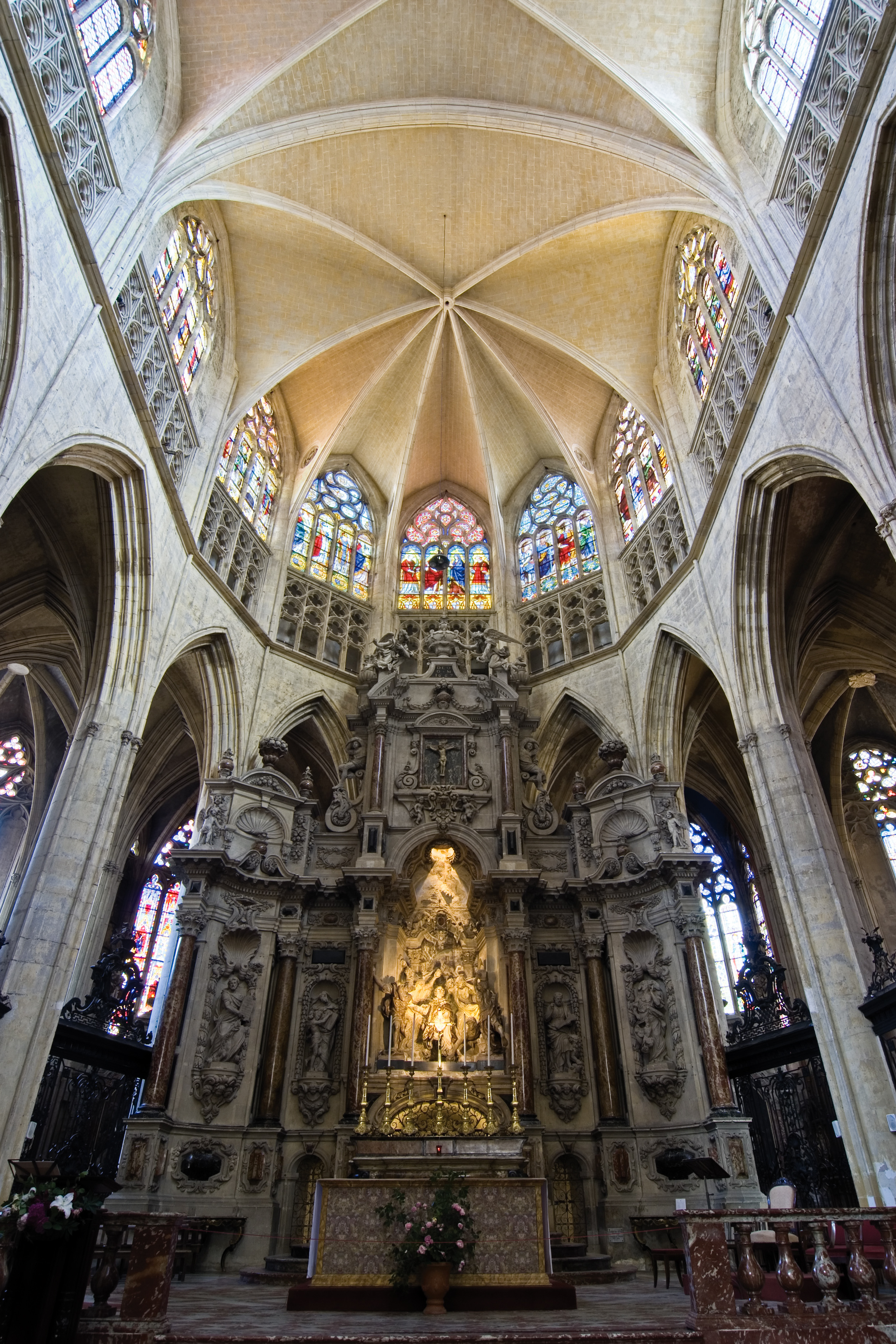
トゥールーズ大聖堂

### イギリス
フランスと並びゴシック建築が栄えた。
- カンタベリー大聖堂 （カンタベリー）1179年に建設の始まった内陣部分はフランスの職人によるもので、イギリス最初期のゴシック
- ウェストミンスター寺院　（ロンドン）
- ソールズベリー大聖堂 （ソールズベリー）
- ヨーク・ミンスター （ヨーク）

### ドイツ圏
長らくロマネスク様式の名残を残し、小さめの窓と簡素な装飾のものが多い。また西部ではフランスの影響が大きい。
- ケルン大聖堂　（ケルン）　フランスのアミアン大聖堂を参考にしている
- 聖エリザベート教会 （マールブルク）
- マクデブルク大聖堂　ドイツ初期ゴシックの代表作
- レーゲンスブルク大聖堂
- 聖ローレンツ教会 （ニュルンベルク）
- シュテファン大聖堂 （オーストリア・ウィーン）
- ストラスブール大聖堂（アルザス地方）　旧名シュトラスブルク。現在はフランスに属しているが、ドイツ文化圏といえる。
- 聖ヴィート大聖堂（プラハ）　元神聖ローマ帝国の重要都市。現在はチェコに属している。

### イタリア
イタリアではゴシックはあまり受容されなかった。
- ミラノ大聖堂　（ミラノ）フランスの職人が招かれて建設された
- サッサリ大聖堂　（サッサリ）